# 伍德罗·威尔逊
托马斯·伍德罗·威尔逊（英語：Thomas Woodrow Wilson，1856年12月28日—1924年2月3日），美国第28任总统，作为进步主义时代的一个领袖，他的主张被后人称为威尔逊主义。
在1912年美国总统选举中，由于前總統西奥多·罗斯福和時任總統威廉·塔夫脱的竞争分散了共和党选票，他最終以四成普選票及四十州的選舉人票，以民主党人身份当选总统，成為1897年至1933年期間唯一一位民主黨總統。此前，他曾先后任普林斯顿大学校长、新泽西州州长等职。迄今为止，他是唯一拥有哲学博士头衔的美国总统（法律博士衔除外），也是唯一一名任总统以前曾在新泽西州担任公职的美国总统。
在威尔逊第一个任期中，他支持民主党控制的议会通过联邦储备法案（Federal Reserve Act）、克莱顿反托拉斯法案（Clayton Antitrust Act）、联邦农田贷款法案（Federal Farm Loan Act），还通过新的收入法在联邦一级开征收入税，以及建立联邦贸易委员会。但同时他支持在联邦政府机构中实施种族隔离，导致大批黑人员工被解职，而遭到当时民权团体的批评。
在1916年美国总统选举勉强胜出后，威尔逊第二个任期的中心议题是第一次世界大战。尽管他在竞选时打出“他让我们远离战争”的口号，美国的中立政策却未能持久。德国经外交秘书阿圖爾·齐默尔曼发送电报给墨西哥，聲稱若两国结盟，德国将帮助墨西哥重新获得被美国占领之北方数州。此外，德國发动无限制潜艇战促使威尔逊多次对德国给予警告，并最终于1917年4月要求国会宣战。不过威尔逊主要是关注参战的外交和财政面，而把作战任务交给军事部门。在大后方，他于1917年发动美国历史上首次实际有效的征兵，通过建立自由公债（Liberty Bonds）筹集数十亿战争资金，设立战争工业委员会（War Industries Board），促进工会运动，通过史密斯-莱佛法案（Smith-Lever Act）监督农业和食品生产，控制铁路运输，通过首个联邦级致幻药物取缔法案，并镇压反战运动。此外在他的任期内普遍实现妇女选举权。
在战争的最后阶段，威尔逊亲自主导对德交涉和协定停火。他发表十四点和平原则，从中阐述他所认为的能够避免世界再遭战火的新世界秩序。1919年赴巴黎筹建国际联盟以及拟定凡尔赛条约，并尤其关注自战败帝国中建立新国家的问题。后由于他对创建国联的贡献，于1920年被授予1919年度的诺贝尔和平奖。在与共和党控制的参议院围绕美国加入国联一事而进行激烈斗争时，曾因中风而昏倒。由于拒绝共和党提出的方案，威尔逊最终未能使加入国联案在参院通过。尽管没有美国加入，国联仍于1920年成立。
威尔逊所秉持的国际主义，也被后人称为“威尔逊主义”，主张美国登上世界舞台来为民主而战斗，支持众多小民族（如波兰）建立民族国家。这成为以后美国外交政策中一个颇有争议的理念，为理想主義者所效仿，却为現實主義者所排斥。

## 家族背景
威尔逊祖籍系苏格兰-爱尔兰人，其祖父一家于1807年自北爱尔兰蒂龙郡的斯特拉班镇移民美国，在俄亥俄州的斯托本维尔出版《西部先驅报》（Western Herald and Gazette），該报纸立场偏向徵收关税和废奴主义。威尔逊家族的后代至今仍然居住在北爱尔兰当地附近，其祖父居住過的白漆房已成为旅游景点。
威尔逊的父亲生于俄亥俄州的斯托本维尔，母亲生于英格兰卡莱尔的一个苏格兰裔家庭。威尔逊的父母于1851年移居南方，并认同南部邦联。他的父亲是位牧師，而為奴隶制辩护並持有奴隶，并为他们建立一所主日学校。他们还在教堂中照顾伤兵。此外，他的父亲还曾于联盟军中短暂担任过随军牧师。
在长老会因奴隶制问题而于1861年发生分裂后，威尔逊的父亲与他人一同创建新的南方长老会，即美南长老会。他先擔任美南长老会的首任常任秘书，于1865年-1898年间任指定秘书（Stated Clerk），并在1879年担任过一年的会议主席。

## 早年生活
1856年12月28日，伍德罗·威尔逊生于弗吉尼亚州斯汤顿的一个牧师家庭。父亲约瑟夫·拉格斯·威尔逊（Joseph Ruggles Wilson），母亲杰希·珍妮特·伍德罗（Jessie Janet Woodrow）。威尔逊在家中四个孩子中排行第三，他在佐治亚州的奥古斯塔度过他的大部分童年，在那里他的父亲曾任长老会第一教会（First Presbyterian Church）的牧师。
威尔逊最早的记忆大约是他三岁时—就是听到亚伯拉罕·林肯当选总统，并且战争即将到来的消息。他还总是回忆起自己曾站在罗伯特·李的身旁并仰视他面庞的情景。

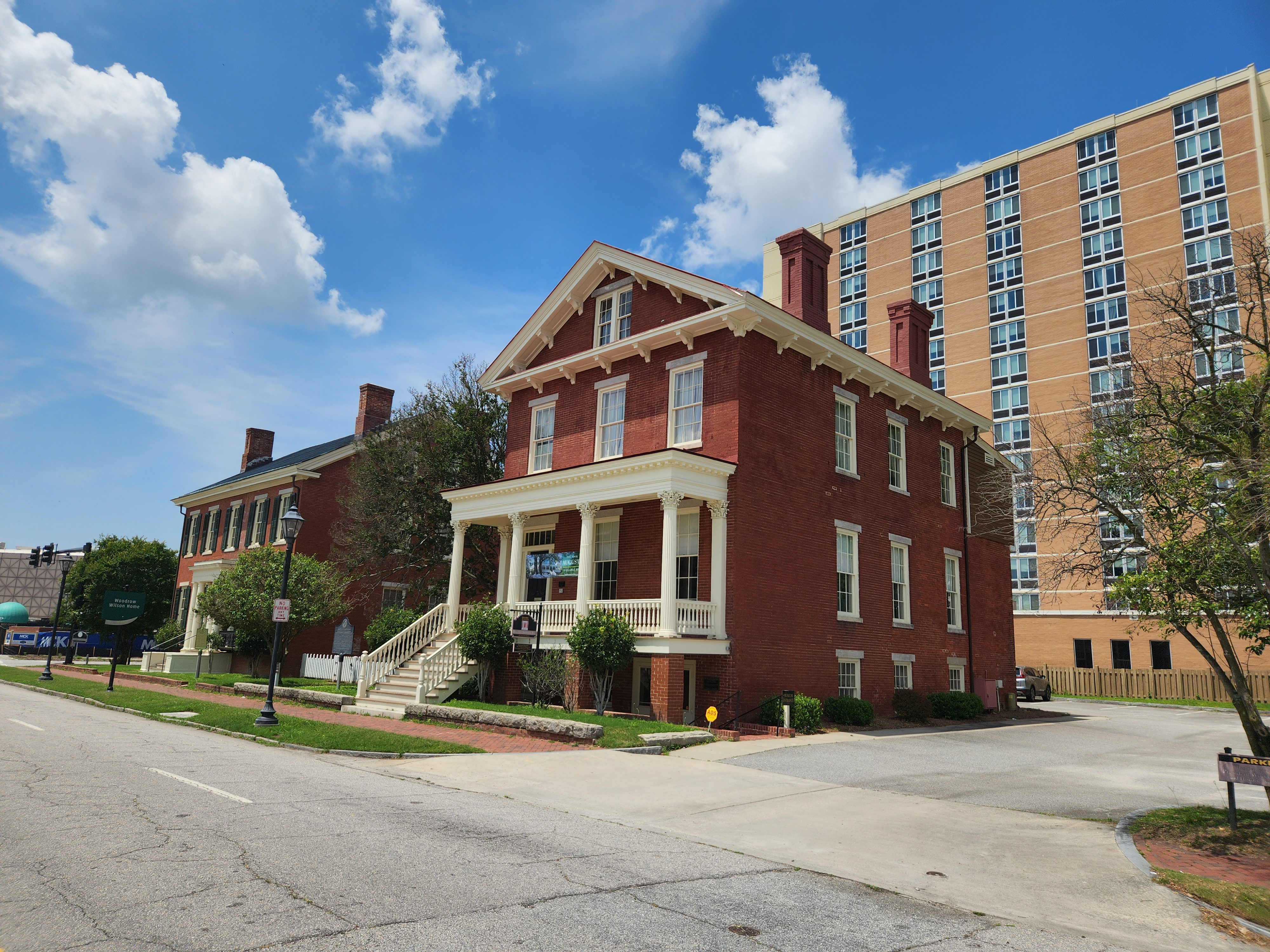
佐治亚州奧古斯塔威尔逊的童年住所

威尔逊可能患有阅读障碍症，在家接受父亲的指导，大约过了十岁才开始学习阅读，但他靠自学速记来弥补阅读上的困难，决心和自律確保他学业的成功。他还在奥古斯塔的一个小型学校上过课。在重建时期的1870年-1874年间，因父亲在哥伦比亚神学院担任教授，威尔逊一直在南卡罗来纳州的哥伦比亚生活。

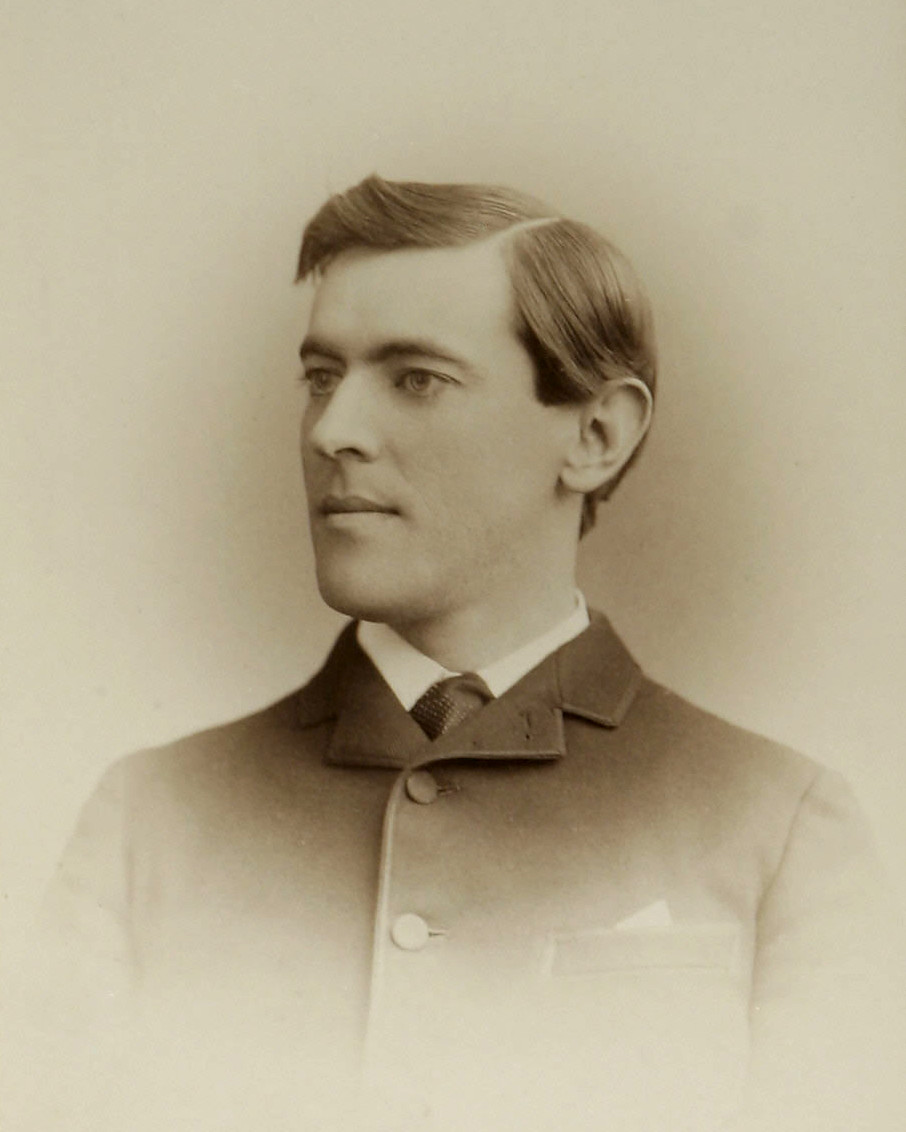
年轻的威尔逊，摄于1870年代左右

威尔逊于1873年在戴维森学院上了一年学。之后作为新生转到普林斯顿大學就读，成为兄弟会的成员，并于1879年毕业。自第二年起，他开始博览政治哲学和历史书籍。威尔逊称他进入政界的灵感来自英国《议会速报》记者亨利·鲁西（Henry Lucy）。他在校内的“美国辉格-克里欧辩论会”（American Whig-Cliosophic Society，一本科生学生社团）中表现活跃，并另行组织一个自由辩论协会。
1879年，他进入弗吉尼亚大学法学院，但一年之后由于健康原因不得不退学。不过，尽管从未毕业，但在就学期間威尔逊曾热情地参与两个校内团体：弗吉尼亚合唱俱乐部（Virginia Glee Club），和杰斐逊文学与辩论社团（Jefferson Literary and Debating Society），并担任社团主席。退学后，威尔逊搬往北卡罗来纳州的威尔明顿居住，并继续从事他的研究。

## 从事政治研究

### 成为律师
1882年1月在亚特兰大开始律师生涯。后受弗吉尼亚大学同学埃德华·爱兰德·雷尼克（Edward Ireland Renick）的邀请，威尔逊于当年5月作为合伙人加入雷尼克新建立的一个律师事务所。他还参加弗吉尼亚州司法考试。1882年10月18日参加出庭考试，主考官乔治·希莱尔（George Hillyer）同意威尔逊的答辩。随后他开始写论文《美利坚合众国的国会政体》（简称《国会政体》）。当时在亚特兰大共有144名律师，彼此竞争十分激烈。威尔逊甚至一度由于案子太少而无事可做，这令他十分气馁。
此外，威尔逊从一开始就是为了从事政治而进入律师业的。但他发现很难同时做到一方面研究政府，另一方面持续地关注法律以保持职业素质。1883年4月，威尔逊申请入读约翰·霍普金斯大学，同年7月，威尔逊离开律师界，开始其的学术生涯，并在1886年获得历史与政治科学的哲学博士学位，博士论文为《国会政体：对美国政治的研究》。1886年至1887年在康奈爾大學教書，1885年至1888年間亦在布林莫爾學院教授古希臘和羅馬史，并拒絕密歇根大學和印第安納大學的邀請。

### 政治学著作
威尔逊步入成年之时，正值美国内战结束。彼时，共和党控制的国会拥有绝对权威，政治腐败横行。威尔逊并未关注某一特定人物以寻求美国政策失败的根源，而是重点研究整个议会制的结构问题。受英国社会学家沃尔特·白芝霍特所著《英国宪法》一书的影响，威尔逊认为美国宪法原始、累赘且易于滋生腐败，英国议会更具优势。他推崇在美国实行议会民主制，曾于1880年代写到：
|  | 我请各位问自己这样一个问题：我们不应该进一步地合并行政和立法部门吗？我们应该，一方面，不给那些国会中的个人领导者们一个更好的机会使他们在决定谁将成为总统的过程中得到一个亲密政党的支持；另一方面，又不给总统一个更好的机会使他确认在国会的指引下，他自己将是一个合格的政治家，且他的副手有能力处理国事吗？[16] |
1887年1月，威尔逊在《政治學季刊》上发表《行政的研究》一文。在文章中，他提出两个主要方面内容。一个是公共行政学科构建的必要性。他相信研究公共行政的重要性不只来自于它是学术界的热门，更多是因为该学科自身的价值。他定义公共行政为：“它将力求使政府不走弯路，使政府专心处理公务、减少闲杂事务，加强和纯洁政府的组织机构，为政府的尽职尽责带来美誉。”他相信该学科研究，可以使政府的效率得以提升。之后威尔逊呼吁社会重点考察政府的绩效问题，而非仅限于诸如宪法等文件为政府所定义的原则，并认为“运作一部宪法正变得比制定一部还要难”（It is getting to be harder to run a constitution than to frame one.）。
其次，威尔逊主要谈到的是行政与政治的关系。他通过分析英、法、普等政府发展史，指出美国有必要发展独立的行政思路——即政治與行政两分法（Politics-Administration Dichotomy）。威尔逊坚持认为，行政管理并非政治影响范畴；用于指导管理事业的基本法律同样明显地不应凌驾于管理机构之上。并且，他试图通过这种区分方式，使行政管理者关注并承担其行为所导致的行政责任。

### “国会政体”
威尔逊开始写他最著名的政治学著作《国会政体》，起初他打算把研究重心放在议会制系统的论证。然而，受到克利夫兰的影响，《国会政体》最终被写成一篇针对美国制度的批评性论文，充满和英国议会之间的负面比较。威尔逊称，“我是指出事实与诊断，但不是开处方。”
威尔逊相信美国复杂的政治制衡系统是美国式政治的问题之源。他认为分散的权力导致选民无法看清到底谁应该为错误负责。当政府举措失当时，威尔逊这样质问，
|  | ……校长，也就是国家，如何知道哪个小子该挨鞭子呢？……构成一个好政府的核心因素就是权力及对使用这种权力的问责机制……这样一来，我们联邦系统中的一个重大缺陷，即分割权力而又混淆责任，就显得很明显了。1787年宪法的主要目的看来也是在于实现这个严重的错误。关于权力制衡的“字面理论”不过是一个针对我国宪法制定者所作事情的一致性记述。而这些制衡措施的危害性在于它们仅恰好确保它们自身的确立……制宪者们将是最早发现权力分治的唯一后果就是使分治变得不可能的人。[22] |
《国会政体》中最长的一部分是有关美国众议院的，威尔逊于此处集中笔墨攻击其委员会制度。
|  | ……像过去的时代一样，分割为四十七块领地。每块各有作为领主法院的常设委员会，以及作为领主的委员会主席。这些小小的领地贵族——其中有些权力稍大，但没有一个人享有绝对的统治权——会在其所属的领地上行使形同专制的权威，有时甚至威胁着撼动王国本身。[23] |
此外，威尔逊认为委员会体制本质上是非民主的，因为根据年资而定的委员会主席并不对委员会以外的人负责，即便他们是在决定国策。此外，他还认为这一体制易于滋生腐败。
|  | 进一步说，当一位选民听到腐败的政治说客的足以令他们把立法机构据为己用时，他会有理由感到对国会的不信任。他听到那些被索取和获得的巨大资助...那些旨在照顾不正直的承包商的拨款；他会颇有根据地得出一个将所有这些罪恶归结于国会本身的性质的结论。可以毫无疑问地说，政治说客的权力即便不是全部，也是很大程度上在于委员会系统所提供给他的便利。[24] |
当威尔逊完成《国会政体》时，格羅弗·克里夫蘭已成为美国总统，而威尔逊对美国政府的信心也有所恢复。而在1896年大选时，当威廉·詹宁斯·布莱恩击败克利夫兰得到民主党候选人提名后，威尔逊决定改投国家民主党的约翰·麦考利·帕尔默（John M. Palmer）——该党支持金本位制、低关税和有限政府。
在经历威廉·麦金莱和西奥多·罗斯福的几届充满活力的政府后，威尔逊决心不再呆在家中沉思议会政府。在1908年他的最后一篇学术著作，《合众国的宪法政体》（Constitutional Government of the United States）中，他写道总统任期的“规模和影响将像取决于总统一职的担当者。”（Will be as big as and as influential as the man who occupies it.）同时，他写道，“八个字概括我们当前政党的沉沦：无首，无章；无章，无党。”（No leaders, no principles; no principles, no parties），以希望党派应该按意识形态而非地理区分来组织。

### 学术经历
1886年，威尔逊完成他在约翰·霍普金斯大学的博士论文，题为《国会制政府：对美国政治的研究》（Congressional Government: A Study in American Politics）。这篇论文为他在学术界获得声誉。并得到在布林茅尔学院和卫斯理大学的教职。在卫斯理他还曾任足球队教练，并建立辩论队——这支辩论队现已被命名为T·伍德罗·威尔逊辩论队。1890年，他进入普林斯顿大学，任法学和政治经济学教授。那时他还曾短暂任教于短命的伊芙琳女子分校。此外，他也在纽约大学法学院与查尔斯·埃文斯·休斯一起成为首批宪法课讲师。
1896年，普林斯顿大学一百五十周年校庆时，威尔逊发表一篇题为《为国服务的普林斯顿》（Princeton in the Nation's Service）的演讲。这个题目后来被扩展为“为国家服务，为所有的国家服务”（Princeton in the Nation's Service and in the Service of All Nations），成为暗示普林斯顿大学的常用格言。在这篇著名演讲中，威尔逊概述他对于民主国家大学的憧憬，呼吁高等教育机构把课程从历史中分离，并利用每一堂这样的课来为学生阐明他们的责任。
威尔逊明显认识到高质量高等教育的重要性。19世纪末曾有人援引他的话说：“在肯塔基有一所小型学院，在过去的60年中从她那里毕业后取得名望的学生比普林斯顿150年中的还要多。”他所说的小型学院是肯塔基州的中央学院（Centre College），一所私立文科学校。不过，这不是威尔逊最后一次在普林斯顿惹来非议。
1902年，校董事会晋升威尔逊为校长，以代替被认为管理不力的佛朗西斯·兰迪·巴顿（Francis Landey Patton）。尽管当时学校的捐赠只有四百万美元，但威尔逊试图为一个教师教学系统拨两百万美元，为科学学院拨一百万，以及为新建筑和提升工资拨三百万。作为一个长期目标，他还想为研究生院争取三百万美元；为法学院、电子工程学院及一所自然历史博物馆筹措二百五十万美元。不过，因为本人并非强有力的资金筹措者，这些目标威尔逊几乎都没有实现。但是，他确实把教职工队伍从112人扩充到174人，每一个都是由他亲自考核认定的优秀教师。他所开发的课程方针后被证明为高等教育领域中非常重要的发展性创新。

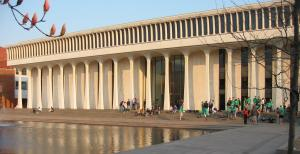
罗伯特森会堂（Robertson Hall）是威尔逊公共和国际关系学院的所在地

为了强化专业技术的角色，威尔逊创立学术科系体制以及一个核心需求系统。学生先是以六人为一组与导师会面完成基本需求课程，再进行两年的本专业集中学习。威尔逊试图提升入学标准，并以严肃的学习取代蒙混过关。如他对他的校友所讲的，他期望“把那些傻呆呆做功课的男孩儿们变成思考的男人”。
1906至1910年间，为消除精英层社交俱乐部的影响，威尔逊尝试通过废除面向上层阶级的“吃喝俱乐部”（eating club）并把这些学生重新带回校舍——俗称“四边形”。他的“四边形计划”遭到普林斯顿校友的激烈抵抗，其中就包括校董事会中最有影响的理事摩西·泰勒·佩恩（Moses Taylor Pyne）。但是威尔逊拒绝一切涉及停止废除此类俱乐部的妥协方案，声称这样的妥协是在“与邪恶打交道”。1907年10月，由于校友们的激烈反抗和威尔逊对妥协的坚定反对，董事会收回它起初对“四边形计划”给予的支持，并指示威尔逊停止实施。
一个更加严重的对立发生在威尔逊和研究生院院长安德鲁·弗莱明·韦斯特（Andrew Fleming West）及其支持者、也是校董事之一的前总统克里夫兰之间。威尔逊想把新提议的研究生楼建在本科生校舍所在区域；而韦斯特希望二者分离。董事会于1908年回绝威尔逊的提案，并于此年采纳韦斯特的计划。当时，国内媒体将这次发生在普林斯顿校内的对立报道为精英（韦斯特）与民主（威尔逊）之战。
同样是在这段时间，威尔逊和一位名叫玛丽·佩克（Mary Peck）的社交名媛发生婚外情。他因此考虑辞职，并最终接受邀请进入新泽西政界。

## 步入政界

### 新泽西州州长

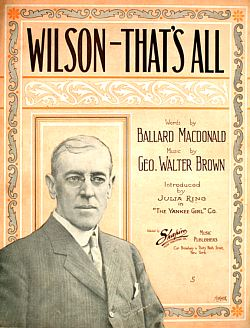
“威尔逊——就是他了！”，1912年美国总统大选威尔逊竞选团队宣传唱片封面

1910年威尔逊作为民主党候选人参选新泽西州州长，对手是共和党候选人、负责银行与保险业的州吏维维安·M·刘易斯（Vivian M. Lewis）。威尔逊在竞选中强调他与政治机器的分离，并誓言一旦当选他不会蒙恩于那些党内大佬。尽管塔夫脱曾在1908年总统大选时以8萬票的差距赢得新泽西州，威尔逊还是以4萬9000票之票差轻松击败刘易斯。
尽管1910年大选时民主党还取得对州众院的控制，但共和党人仍然以微弱优势据有州参院。上台之后，威尔逊无视党内机构的要求，启动他的改革性日程。他在六个月的时间内建立候选人选拔会，这几乎将党派头目们从总统选举过程中排除出去。他还重整了公共设施委员会，并引进工伤补偿机制。

### 1912年大选
1912年6月25日，民主党全国代表大会在巴尔的摩召开以决定总统候选人。威尔逊作为竞争者之一与会。一开始，来自密苏里州、时任众院议长的钱伯·克拉克（Champ Clark）保持领先，而被视作温和改革者的威尔逊在几乎每一轮投票中都落后于他屈居第二。不过，由于必须达到三分之二多数才能获得提名，克拉克也不能决定性地胜出。威尔逊一度决定放弃，并几乎就要发表承认失败的演讲以让那些打算投他票的代表另投别人。但随后发生戏剧性的变化：位于纽约市的强大却又腐败的坦慕尼协会决定支持克拉克。这导致三届民主党总统候选人、來自內布拉斯加州的党内自由派领袖威廉·詹宁斯·布莱恩转而反对克拉克，称他是“华尔街的代表”，并改为支持威尔逊。他的改变引来许多代表的效仿，威尔逊与克拉克的力量对比开始逆转。威尔逊最终在第46轮投票中胜出。印第安纳州州长托马斯·R·马歇尔鼓动他的州代表投票支持威尔逊，并被提名为威尔逊的竞选伙伴。
此后，由于作为共和党候选人的时任总统威廉·塔夫脱和作为进步党候选人的前共和党总统西奥多·罗斯福的竞争，严重分散本应投给共和党唯一候选人的选票，威尔逊毫无困难地赢得竞选胜利。他在40个州获胜，得到总共531张选举人票中的435张。

## 总统任期

### 第一任期

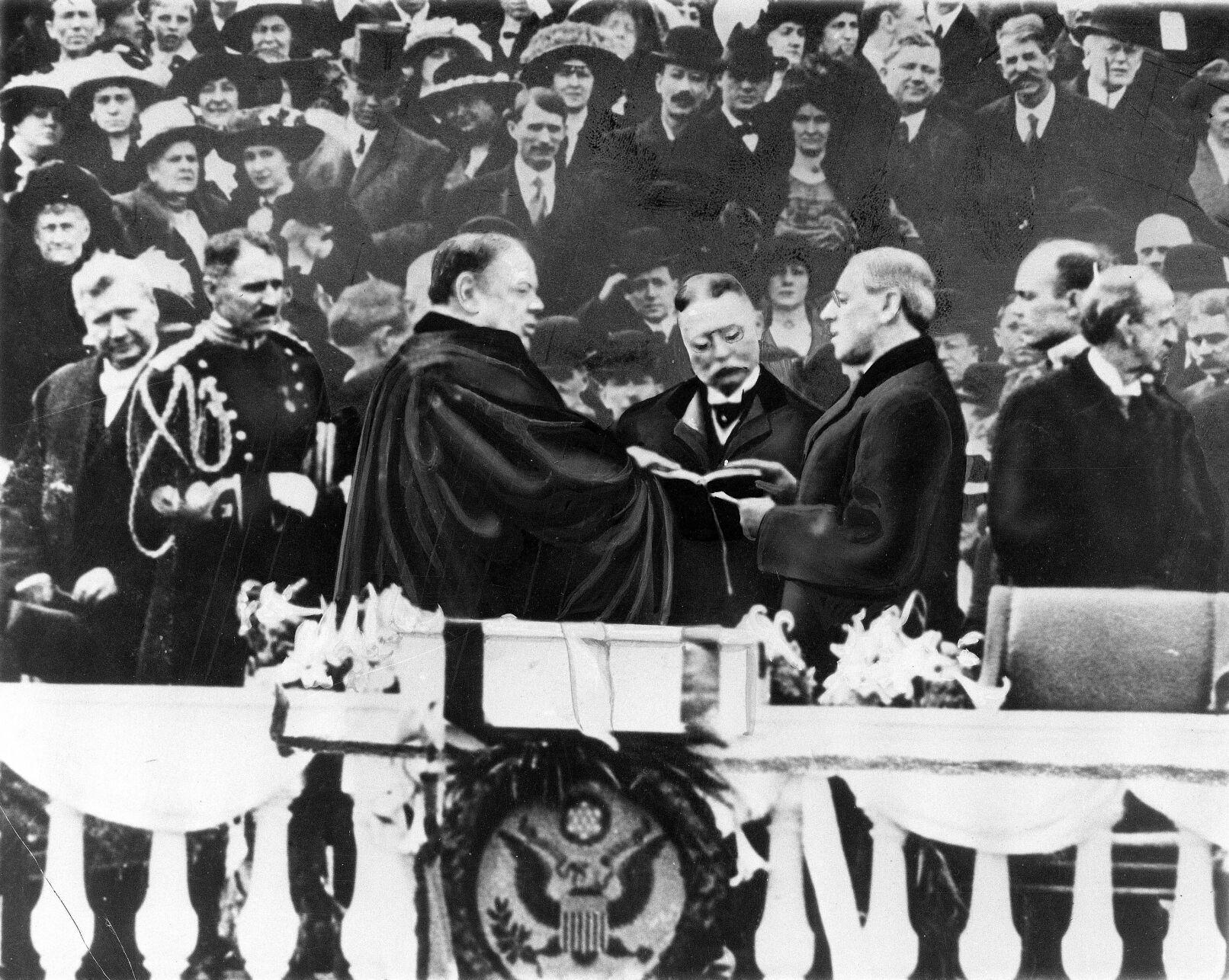
威尔逊第一任期的就职典礼

通过反托拉斯改革、关税调整和重整银行及货币系统，威尔逊实现他竞选时关于新自由（New Freedom）的誓言，也初尝任内的成功。1913年3月15日他举办美国现代史上首次总统新闻发布会，并在会上允许记者向他提问。
1914年8月6日，第一夫人艾伦因患肾炎不幸病逝。翌年，威尔逊结识伊蒂丝·高尔特（Edith Galt）。两人于当年12月18日结婚。
生于弗吉尼亚而成长于乔治亚的威尔逊是自1860年亚伯拉罕·林肯当选以来第一位选举产生的南方民主党总统，也是自安德鲁·约翰逊于1868年离任之后第一个入主白宫的南方民主党总统。他是自1799年约翰·亚当斯之后第一位亲自在国会发表国情咨文的总统。他还是1892年格羅弗·克里夫兰二度当选总统之后第一位民主党总统。而下一位民主党总统则是1932年当选的富兰克林·罗斯福。

#### 建立联邦储备系统

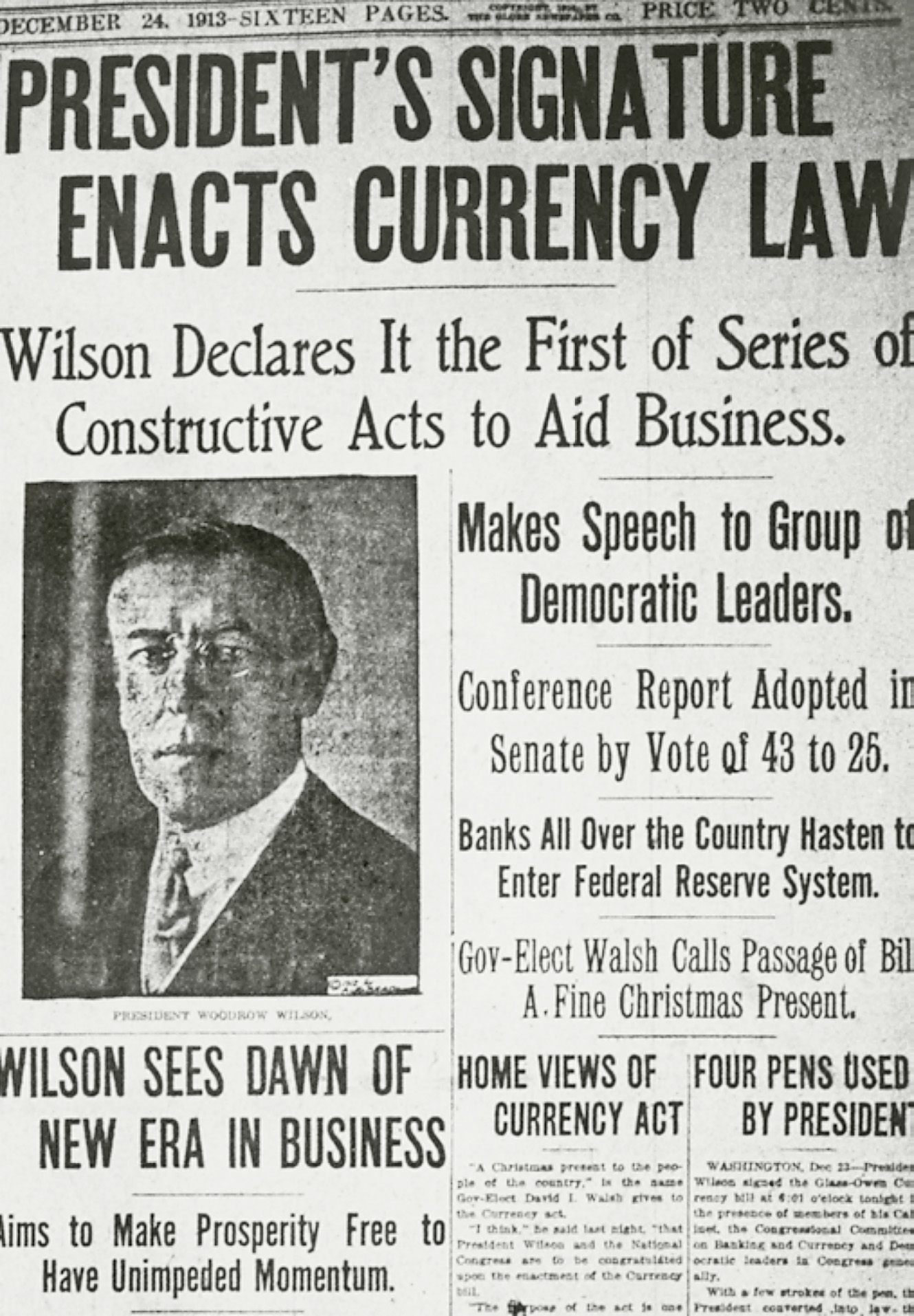
1913年12月24日，威尔逊签署法案建立联邦储备系统

在1913年确保通过建立联邦储备系统的议案。议案由以纳尔逊·W·奥尔德里奇（Nelson W. Aldrich）为首的保守派共和党人起草。威尔逊通过和议会内占多数地位的民主党合作才设法通过一个妥协案。
为了使议案通过，威尔逊必须设法找到奥尔德里奇计划支持者与反对者之间的平衡点。而民主党中以威廉·詹宁斯·布莱恩为领袖的民粹主义派别正是这样的反对者。他们强烈地反对私有银行和华尔街，支持建立一个能根据国会意志自由印刷纸币的国有中央银行。最后各方达成一个基于奥尔德里奇计划、经民主党人卡特·加拉斯和罗伯特·欧文修改的妥协议案。该议案既允私有银行对联储施加影响，又将控制权益置于一个隶属中央的公共委员会手上，从而安抚民粹主义派的不满。这个委员会将既包括由总统任命且经国会批准的成员，也包括代表银行业的成员，且前者人数要多于后者。威尔逊还说服布莱恩的支持者称，由于联储发行货币属于政府责任范畴，这将满足他们的要求。威尔逊的计划还包括将联储系统划分为12个区域，以达成布莱恩的西南部盟友开出的关键条件—削弱强大的纽约银行业的影响。这一向地方分权的举措成为赢得加拉斯支持的关键因素。
1913年12月最终方案终于获得通过。但不满尤存：一些银行家感到华盛顿控制得太多；而一些改革者又认为银行家掌有大权。不过，一些国会议员声称，来自一些纽约银行家的反对声音实际上是装出来的，意在诱使国会通过这个议案。
威尔逊任命沃伯格和其他一些知名银行家领导这个新的储备系统。尽管从设计初衷上，权力应当是分散的，但纽约的银行业还是凭借“首位平等”（first among equals）统治联储，权力也因此多少集中于华尔街。新系统自1915年期开始运作，为包括美国在内的协约国提供战争经费发挥关键作用。
威尔逊本人的肖像还出现在联储发行的大额100000美元纸币上。这种大额纸币尽管现在已经不再印刷，但仍具有无限法偿能力。它们历史上仅被用于联储银行间的资金转换。

#### 经济法案

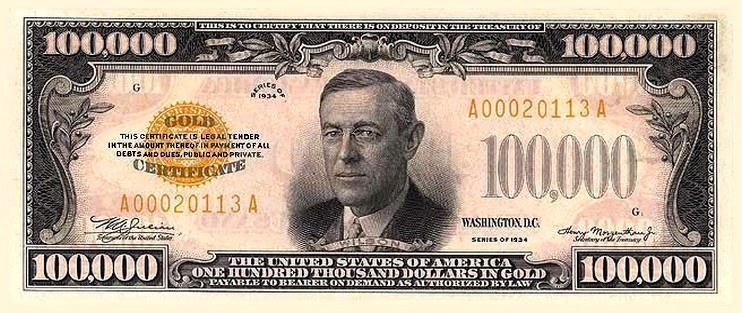
10萬美元金圆券。肖像即为威尔逊

1913年通过新的联邦收入法案。新法案降低关税，而因此造成的损失则由开征联邦消费税弥补（征消费税已经由共和党发起并获通过的宪法第十六修正案批准）。1915年通过希曼法案（Seaman's Act），旨在提升商船海员的工作条件。受泰坦尼克号事件影响，该法案要求所有船只必须针对救生艇配置进行翻新。
许多新法案与农民有关。1914年的史密斯-莱佛法案（Smith-Lever Act）创建一个现代化农业增产专员系统，派遣由各大学支持的技术专员向农民讲授新技术。1916年设立联邦农田贷款委员会（Federal Farm Loan Board），为农民提供低息长期抵押贷款。
1916年通过基廷-欧文法案（Keating-Owen Act）以减轻童工问题。但1918年最高法院宣布该法案违宪。此后直到1930年代都未再实施任何针对童工的禁止措施。
1916年夏天铁路工人威胁罢工。威尔逊先是试图撮合劳资双方的谈判，但当铁路管理层拒绝谈判后，他于1916年9月让国会通过亚当姆森法案（Adamson Act），规定铁路业工人享有8小时工作限制，而薪酬不变。最高法院批准法案；这一事件帮助威尔逊争取连任赢得工会的支持。

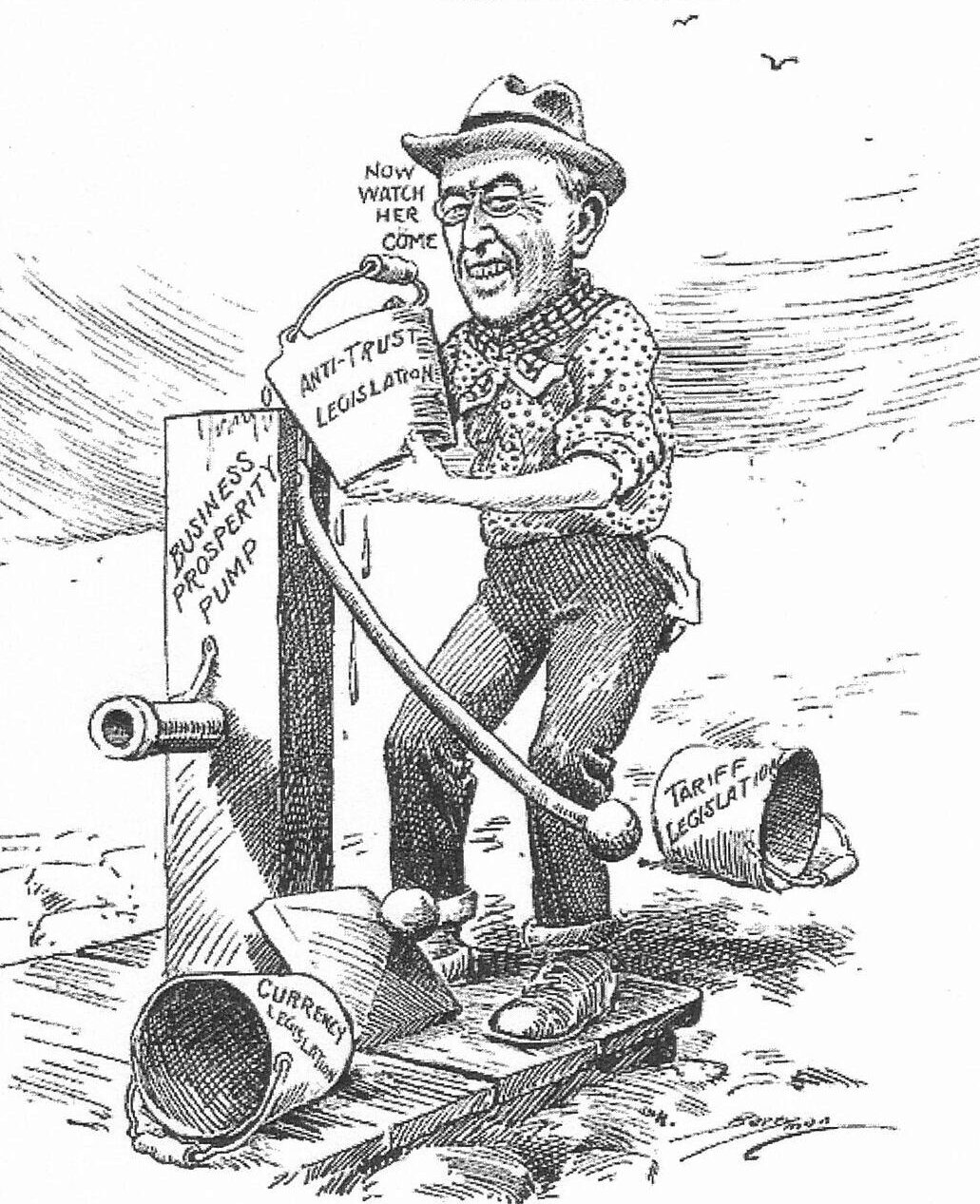
在这幅1913年的政治漫画中，威尔逊用关税、货币和反托拉斯法案为泵中注油来驱动经济

#### 反托拉斯措施
威尔逊打破他的两位前任、塔夫脱和罗斯福针对个别垄断财团打官司式的反托拉斯法，改为通过联邦贸易委员会阻止不公平的交易行为来鼓励竞争。另外，他还迫使国会通过克莱顿反托拉斯法案（Clayton Anti-trust Act），以使诸如价格歧视、与零售商签订协议使其不能贩卖其他公司的产品、及通过董事会或特定协议控制其它公司等竞争行为非法化。这个新法案比起之前通过的反托拉斯类法案要更强大，因为它能够在公司违法时针对个人问责。更为重要的是，新法律为公司行为设立清楚的方针路线，这是自之前法律条文的不确定性的一个显著进步。美国工会领袖萨缪尔·龚帕斯认为这一法案堪称劳工们的大宪章。

#### 战争政策
从1914年到1917年初，威尔逊一直致力于避免美国卷入战争。他提议充当交战双方的调停者，但协约国和同盟国都不曾严肃考虑过他的建议。以西奥多·罗斯福为首的共和党强烈批评威尔逊拒绝扩军以应对战争威胁，但威尔逊则通过主张扩军行为会挑起战争赢得国内和平力量的支持。因助威尔逊选举获胜而被任命为国务卿的威廉·詹宁斯·布莱恩由于坚持更加强硬的和平主义路线而对威尔逊对战争表示出的兴趣表示不满，于1915年辞职。
尽管奉行无限制潜艇战的德国潜艇在大西洋上对美国船只展开攻击并造成人员损失，威尔逊也只是要求德国停止其行为，而继续将美国置于战争之外。英国宣布对德封锁，严禁一切装载战争禁运物资的中立船只驶往德国。虽然威尔逊对于英国违反中立方权力的做法表示温和的抗议，但如英国所预料的，他并未采取任何行动。

#### 在联邦政府内实施种族隔离
根据凯思琳·L·沃格莫斯（Kathleen L. Wolgemuth）的说法，在1912年大选中，受到威尔逊誓言支持他们诉求的鼓励，抛弃共和党而转投民主党的黑人选民达到“前所未有的数字”。但他们很快就失望了。威尔逊上台后很快就在数个联邦政府机构内引入种族隔离制度，也未能否决一项哥伦比亚特区的新法律；该法将异族通婚列为重罪。他还允许特区内所有有轨电车种族隔离化。
关于种族隔离的问题很早就被提上威尔逊的日程。在1913年秋天的一次内阁会议上，邮电部长、来自南方的阿尔伯特·伯勒森（Albert S. Burleson）抱怨铁道邮件服务系统内的工作条件。此后，邮电部、财政部以及印刷局都引入隔离措施，覆盖餐厅、澡堂、办公室和休息室等设施。隔离有时是通过在白人和非洲裔雇员座位间树立隔板来实现。在邮电部，就连直接减少和解雇黑人雇员都成为允许的政策。威尔逊甚至没能重复他两位前任的做法，为财政部登记处以及其他联邦机构指派黑人官员。他虽也打算如此，但在南方的反对下最终退让。这些举措为威尔逊整个总统任期内对种族问题的态度定下基调。而威尔逊认为这尽管短期内牺牲非洲裔美国人的权利，但实现面向长期的全民福祉的进步。

#### 母亲节
1914年威尔逊宣布庆祝美国首个母亲节：
|  | 那么现在，我，伍德罗·威尔逊，美利坚合众国总统，根据上述联合决议案所授予我的权力，在此指示政府官员在所有政府建筑上，并请求合眾國人民在他们的居所或其他合适的场所，于五月第二个周日展示合眾國国旗，以公示对我国母亲们的挚爱与尊敬。[48] |

### 1916年大选
1916年获得民主党再次提名后，威尔逊在竞选中打出“他让我们远离战争”（he kept us out of the war）的口号，提示选民他任期内即维持坚定的国策、又避免与德国或墨西哥的公开冲突的业绩。但他却从未发誓即使受到挑衅也决不参战。1916年9月2日，当他发表接受党内提名的演讲时，威尔逊针对性地警告德国他不会容忍给美国人造成生命损失的潜艇战。
|  | 一个违反这些核心权利的国家必须明白它将被直接的挑战和抵抗所制止并被要求承担责任。很快，这将使这场争斗多少变成我们自己的事情。[49] |
最终，威尔逊勉强战胜共和党候选人查尔斯·埃文斯·休斯赢得1916年大选。休斯是1907年至1910年间的纽约州州长，其政绩凸显进步主义特征，惊人地类似于威尔逊在新泽西留下的从政纪录。后来，西奥多·罗斯福评价两人道：“他们之间唯一的差别就是刮不刮脸”（休斯是一个大胡子）。但是，休斯由于不得不在保守的塔夫脱支持者和进步主义的罗斯福派别间建立联合，他的竞选始终缺乏一个确定的形式。威尔逊则更为关注自身的竞选，忽视休斯的存在并把攻击留给罗斯福。当被问到为什么不直接攻击休斯，他对一位朋友说：“千万不要杀一个正自杀的人。”（Never murder a man who is committing suicide.）
选战的最后结果出奇地接近，甚至在选后数天内都无定论。由于担心输掉选举而在欧战尚不确定的情况下成为跛脚鸭，威尔逊提出一个假想方案：倘休斯取胜，他将先任命休斯为国务卿，然后和副总统一起辞职以使其接任总统。两党选情在数个州都十分接近。在加州大约100万选票中威尔逊赢了3773票，而在新罕布什尔只赢了区区54票。休斯在明尼苏达的35萬8000张选票中赢了393张。最后威尔逊得到277张选举人票，而休斯得到254张。威尔逊能赢得大选很大程度上是因为在1912年大选时投给西奥多·罗斯福和工会领袖戴布兹的票这次大多流向了他。

### 第二任期

#### 决定参战
在1917年之前，美国一直恪守1914年的中立宣言。在这段期间，威尔逊为确保一个更宽泛的外交政策，警告美国公民不要在交战阵营中选择他们的所属方。在他1914年的国会演讲中，威尔逊说道：“这样一个发生在我们当中的分裂对于我们的和平思维将是致命的，而且还会妨碍我们作为一个强大的和平国家正当地行使自己的责任，作为一个人时刻准备着在一场公正的调停中发挥作用，并以朋友而不是党徒的身份谈论关于和平与和解的建议。”
尽管载有大量美国公民的英国客轮卢西塔尼亚号被德国潜艇击沉的事件给威尔逊增加参战压力，中立原则还是得到维持。但后来由于德国发起无限制潜艇战，威胁到美国的商业海运，这种中立性开始倾斜。在德国于1917年早些时候发动无限制潜艇战（尽管也发表若干声明来限制这种战术），并秘邀墨西哥与德国结盟反美之后，威尔逊为“使世界安全以确保民主”，将美国带入了第一次世界大战。不过，他没有和英法签署一个正式的同盟，而只是作为合作（associated）力量加入。他通过征兵大幅扩军，并将高度自由的指挥权，包括战术战略以至外交行动，授予了约翰·潘兴将军。
到这个时候，威尔逊认定这场战争已变成一个对人类的真正威胁。1917年4月2日，他在宣战演讲中说道，美国如不参战，整个西方文明都将被摧毁。威尔逊在讲话中宣告将进行一场“结束一切战争的战争”，说明他希望建立一个和平的基础以防将来战祸再临而招致不必要的死亡与摧毁。这也为他未来将发表的十四点原则—一个关于解决领土争端、确保自由贸易和建立维和组织的一揽子建议—铺垫一个基础。
为打击国内的反战势力，威尔逊相继于1917年和1918年推动国会通过反间谍法和反煽动法（Sedition Act），以压制反英、亲德和反战声音。他欢迎诸如沃尔特·李普曼这样支持战争的社会主义者，却无法容忍那些企图阻碍战争甚至刺杀政府官员的反战者。他还坚持将出生在外国的激进分子赶出美国。援引反间谍法相关条例，美国邮政系统拒绝投递任何被视作可能是批评美国战争行为的书面材料。约60多家报纸因此被剥夺二级邮递权。
威尔逊的战时政策高度地向劳工倾斜。他与龚帕斯和美国劳工联合会密切合作，同时镇压任何企图阻碍战争工作的反战团体。在威尔逊的任期内，美国劳工联盟、铁路工人协会和其他“温和”工会的会员和这些行业工人的工资都得到显著增长。由于没有实施配给制，消费品价格飞涨。而因为收入税的增加，白领阶层备受打击。不过，鼓励购买战争债券的工作还是大获成功。这些债券使得战争开销转化为20年代的繁荣。
威尔逊建立了西方国家中第一个政治宣传机构，即美国公共情报委员会（Committee on Public Information），由乔治·克里尔（George Creel，故俗称“鱼篓”委员会）领导。委员会在全国范围内鼓动爱国性反德情绪，并实施各种訊息审查。除了公共宣传外，政府还将战争工作引入多个其它领域。伯纳德·巴鲁克领导的战争工业委员会为美国的工厂制定战时目标和政策；赫伯特·胡佛被任命为食品管理局局长，该局鼓励美国民众参与到“无肉星期一”和“无麦星期三”活动中，以为海外部队节省食物；亨利·加菲尔德（Henry Garfield）领导的联邦燃料管理局引入夏时制，并对煤炭和石油实施配给供应来确保军事需求。许多这样的委员会和管理机构的领导者都是由威尔逊征召的商界人士。他们只拿一美元的日薪，以提高政府在战争期间的功效。
国会还于1917年授权前总统西奥多·罗斯福组织四个志愿者师团到法国参战，但威尔逊拒绝给他的政敌这样一个机会。

#### 战争演說
1917年4月2日，伍德罗·威尔逊在国会发表他历史性的请求参战的演讲，即战争咨文（War Message）。

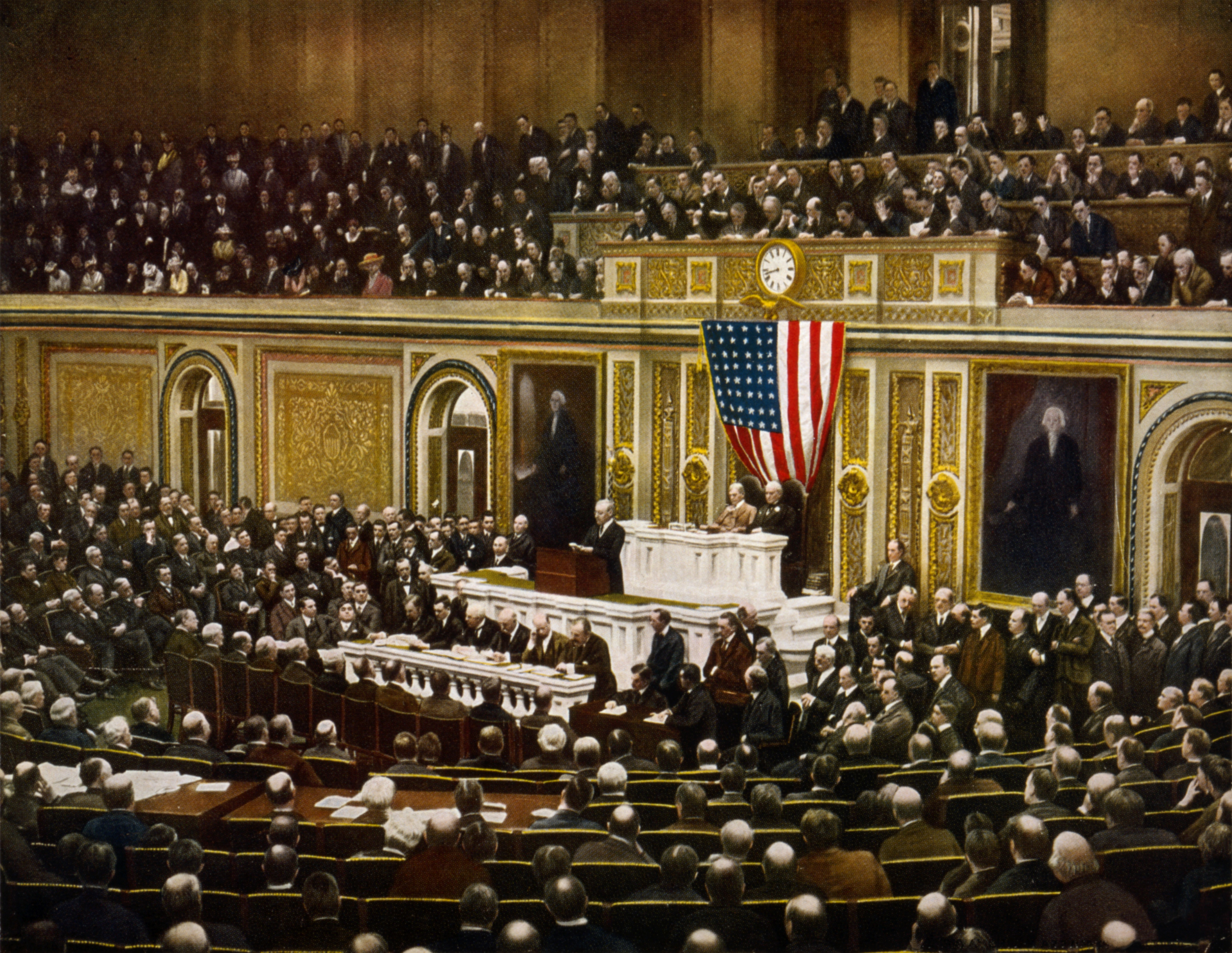
伍德罗·威尔逊在国会发表请求参战的演讲。1917年4月2日

4月2日的华盛顿寒冷而阴雨，但这并不妨碍数以千计的支持者举行集会支持威尔逊。他们中数百人手持美国国旗，气氛高涨、炽烈。在这之前的夜晚，威尔逊几乎没有睡觉，而是和他的一个亲密朋友爱德华·M·豪斯（尊称豪斯中校）反复审阅他的演讲稿。4月2日晚上，他先是前往参议院、战争部和海军部讨论宣战事宜，随后在20:30分前后到达国会。他走上演讲台，按特定的顺序在讲桌上叠好他的讲稿。随后响起一阵威尔逊在国会所不曾体验过的雷鸣般的掌声。议员们的掌声热烈而持久，以至于威尔逊因急于开始他的讲话而等得有些不耐烦。他神情严肃、凝重，除了几次扬起一只手臂外，在整个演讲过程中几乎不做肢体动作。
在这篇咨文中，威尔逊着重向国会阐述美国为什么要参战。他先指出德意志帝国政府已经声明其潜艇将击沉任何驶近英国、爱尔兰和西欧海岸的船只。而令他担忧的并不是因此造成的船只或财产损失，却是将被这些无差别攻击所夺去的无辜生命。威尔逊宣称，尽管他之前的想法是保持武装中立国地位，但这已显然变得不合时宜。他建议国会作出声明，宣布德意志帝国政府最近所采取的行动已经无异于对美国的战争。
威尔逊接着陈述这场战争的目标是“捍卫人类世界的和平与公正原则，对抗自私和独裁的强权”。他还描述德国对美国的其他暗中破坏与攻击，称他们已经“在我们从不怀疑其成员的社会以至政府机关中到处安插间谍，为破坏我们对国策的团结拥护、以及我国工商界内外的平静祥和设置种种阴谋诡计。”此外，由于美国还从一封截获的送往德国驻墨西哥大使的电报中得到德国意图说服墨西哥攻击美国的证据，威尔逊认为德国政府“打算在我们家门口煽动我们的敌人。”
在演讲最后，威尔逊称世界将再次得到民主所需要的安全。演讲结束时，全体听众再次给威尔逊报以热烈的掌声。他的演讲并不只是针对国会，而是也包括美国公众。

#### 战争的反对者
根据威斯康星州参议员罗伯特·拉佛莱特的说法，很多人是反对战争的。在国会讨论是否宣战的四天中的三天内，拉佛莱特就收到数封反对参战的电报和请愿信。他后来成为仅有的6名对参战投反对票的议员之一。内布拉斯加州共和党参议员乔治·W·诺里斯（George W. Norris）也反对参战。他说：“我最为强烈而真挚地反对采取任何将把我们的国家带入这场正在欧洲进行的毫无价值的战争中去的步骤。”他给出一些合理的理由来说明为什么美国对德宣战是不公的。其中一个是，当11月4日英国宣布一个战争区域后，美国表示服从；可当德国在2月4日也宣告一个战争区域时美国却表示反对。尽管英德两国都违反国际法并干涉美国的中立权，美国却只针对德国采取行动。此外，他还指出双方都有许多野蛮和非人道的战争行为。诺里斯相信政府想参战只是因为那些富人已经在资助英国作战。他告诉国会，唯一将从战争中受益的人是“军火制造商、股票经纪人和债券贩子”，并向国会提交一封由纽约证券交易所员工所写的信作为证据。他总结这个证据称：“这里我们有了一个能代表那个阶级的人。他所在的阶级将因我们卷入当前的战争而腰缠万贯。他们已经挣了几百万。如果我们参战他们还要再挣上几亿不止。”诺里斯认为战争是不值得的，因为它只是使富人受益和向交战国提供军火。他说：“战争不会为集体大众和爱国市民们带来繁荣。它会增加那些辛勤劳作者和那些为生计奔波者的负担，它只会将财富带给那些华尔街的股票赌徒—一群已经享有花也花不完的财富的人。”
拉佛莱特的论点与诺里斯基本一致。他还认为美国的声誉将因战争而恶化，称：“当我们与那些外国政府合作时，我们认可他们的方法。我们同意大不列颠对国际法的违反；我们支持那些我们也曾一再抗议的、可鄙的战争方式。”他虽承认威尔逊讲话的价值，以及他触动观众情感的技巧，但也批评说：“在演讲的很多地方所表达的是一种故意营造来打动美国人心灵的兴奋之情。而这兴奋之情一旦有与之一致的行为相做伴，就必将得到民众的支持。”
尽管有拉佛莱特、诺里斯等人的反对，国会还是于1917年4月4日对同盟国宣战。

#### 美国保卫同盟
美国保卫同盟（American Protective League）是一个经威尔逊政府授权的准私人组织。它遍布全国600个城市，拥有25万会员。这些人经美国司法部允许，携带政府发行的徽章，可随意进行未经许可的搜查和审问。他们的主要作用是探查美国民间的反政府和反战行为，负责监视德国的影响，审查逃避兵役者、未买自由公债（Liberty Bond，即战争债券）者和公然反对国家政策的人。

#### 十四点和平原则
1918年1月8日，威尔逊阐述之后被称作十四点的关于国际和平的一揽子建议。十四点原则是各参战国家中唯一一个被明确提出的战争目标，并成为战后凡尔赛条约的基础。这篇主要由沃尔特·李普曼代笔的演讲高度诠释威尔逊的理想主义，把他关于民主、自决、公开协议和自由贸易的进步主义国内政策投射到国际领域。十四点原则主要是：

1. 签订公开条约，杜绝秘密外交。
2. 平时和战时海上航行的绝对自由。
3. 消除国际贸易壁垒。
4. 裁军和限制军备。
5. 公道地处置殖民地。
6. 归还被占领的俄国土地，由世界各国协助解决俄国问题，使之自由、独立地解决自身政治发展。
7. 恢复比利时的领土完整和主权独立。
8. 阿尔萨斯-洛林以及其他被占领土归还法国。
9. 根据民族分布线修正意大利疆界。
10. 允许奥匈帝国境内各族自治。
11. 罗马尼亚、塞尔维亚、黑山的领土应予以恢复，塞尔维亚应取得出海口。巴尔干国家的政治独立和领土完整应由国际保证。
12. 土耳其境内各民族应予自治，达达尼尔海峡国际化。
13. 建立独立的大波兰。
14. 建立国际联合机构。

但是，法国因为工农业和人口的巨大战损，企图自德国获得高额赔款。而英国作为海上强国又不想开放海洋的自由。威尔逊为此不得不在巴黎和会上分别与法国总理乔治·克列孟梭和英国首相大卫·劳合·乔治达成妥协，以确保十四点原则的实施和国际联盟的建立。不过尽管国联被建立了，美国参议院却没有批准美国的加入。

#### 军事干涉
在1914年到1918年间，美国对拉美许多国家，特别是墨西哥、海地、古巴和巴拿马进行干涉。美军在威尔逊的整个任期内都在尼加拉瓜驻有部队，而威尔逊政府利用这一军事存在影响尼加拉瓜的总统选举，并迫使其通过布赖恩-查莫罗条约，该条约以三百万美元的代价使美国获得在尼的永久运河开凿权、在丰塞卡湾建立海军基地的权利、以及租借马伊斯群岛99年。根据威尔逊政府的命令，美国在海地的部队迫使海地立法机关选择威尔逊授意的候选人成为海地总统。美国在海地的军事存在从1915年一直维持到1934年。
在俄国因十月革命而于1917年退出战争后，为防止德国或布尔什维克政权接管早先协约国支援沙皇和克伦斯基政府的武器装备和补给物资，以及出于其他目的，协约国向俄派出大批干涉部队。但是这些部队多未实现既定目标。威尔逊派出的干涉军护送捷克和斯洛伐克战俘沿西伯利亚铁路撤退，并控制阿尔汉格尔斯克和海参崴等港口都市。尽管美国干涉军不是被派到俄国与布尔什维克交战的，但双方还是发生几次冲突。虽然威尔逊干涉的动机本无恶意，但美国入侵还是引起俄国革命者的憎恨。罗伯特·马杜斯（Robert Maddox）曾说，“干涉的直接后果就是延长一场血淋淋的内战，更多地夺取数以千计的生命，以及给一个已经满目疮痍的社会带来巨大的破坏。”1920年4月1日，威尔逊宣布从俄国撤走大部分部队，但还是有一些直到1922年才离开。唐纳德·E·戴维斯（Donald E. Davis）和尤吉恩·P·特拉尼（Eugene P. Trani）如此总结道：
|  | 威尔逊、蓝辛、科尔比帮助打下冷战和遏制政策的基础。虽然还没有军事对抗、武装对峙和军备竞赛，但一些基本元素都已存在了：怀疑、相互误解、厌恶、惧怕、意识形态的敌对以及外交孤立...每一方都被意识形态、被资本主义与共产主义的对立所驱使。每一个国家都想要重塑世界。而当世界抵制他们的时候，就可以施压了。[63] |

#### 亚美尼亚种族大屠杀
鉴于当时亚美尼亚人的悲惨状况，威尔逊向国会请求获准以人道主义援助的形式进行干预。
1913年老亨利·摩根索被任命为驻奥斯曼帝国大使。摩根索在他任内尽全力缓解土耳其当局行动所造成的恶果。他给威尔逊发了一封题为“亚美尼亚局势”（Armenian situation）的电报，讲述亚美尼亚人所面临的巨大苦难。关于种族灭绝的深入情况，摩根索在他所著的《摩根索大使的故事》（Ambassador Morgenthau's Story）一书中作了详细阐述。这本书被他题献给威尔逊。摩根索还建立美国近东救援委员会（American Committee for Relief in the Near East）以协调对亚美尼亚的人道援助。

#### 西班牙型流行性感冒
在一次大战临近结束的时候，一场全球性流感爆发。这场被称作“西班牙流感”的疫情持续到1919年，造成4000万人死亡，超过一战死亡人数，成为人类有记载历史中最为毁灭性的一次传染病疫情。
约翰·M·巴利在他的《大流感》（The Great Influenza）一书中对威尔逊抗击疫情的政策，特别是针对与战争相关的抗疫措施以及他如何控制疾病从军队向民间的扩散，做了有趣的分析。巴利还论及威尔逊在巴黎和会期间病倒的事件。根据一些资料，威尔逊这次发病可能并非一般所描述的轻度中风，而是感染了西班牙流感。不过这一说法存在争论。

### 一战余波

#### 巴黎和会
一战结束后，威尔逊政府开始参与谈判。他的目标是明确的，即帮助受压迫国家获得主权和确保一个公正的和平。1918年1月8日，威尔逊发表十四点和平原则，首次论述了关于成立国际联盟的想法。这个联盟的指定目标应该是保证各大小国家的领土完整以及他们的政治独立。
威尔逊打算凭十四点原则结束这场战争和实现一个所有国家共享的、公正的和平。为了开巴黎和会，他在巴黎待了6个月，这也使得他成为首位在任内出访欧洲的美国总统。和会期间，他不倦地推销他的计划，最终实现在凡尔赛条约中加入关于创建国际联盟的章节。
尽管由于他为创建国联所作的努力使威尔逊於1920年获得1919年度的诺贝尔和平奖，但他没能在入盟一事上赢得参议院的支持。美国此后从未加入国联。1918年中期选举后，以亨利·加博·洛吉为首的共和党控制参议院。但威尔逊拒绝共和党的代表出席巴黎和会，对洛吉提议的修改也一并否决。双方最为主要的分歧点在于国联是否将削弱国会的宣战权。在这段期间，威尔逊越来越不相信媒体。他停止召开新闻发布会，而更倾向于自己的宣传机构，即公共情报委员会。
历史学家普遍认为威尔逊未能使美国加入国联是他任内所犯的最大错误，甚至可能是美国历史上所有总统任期内的最大失败之一。凡尔赛条约中的种种苛刻条款招致德国民众对条约的极大怨恨，最终导致希特勒的上台和第二次世界大战。
在欧洲期间，威尔逊还前往罗马拜会教宗本笃十五世。这次访问使他成为美国历史上第一个在任内会见教宗的总统。

#### 战后时期
威尔逊对战后复员的问题未给予足够重视，导致复员过程进行得异常混乱。四百万士兵在身无分文、没有任何安顿计划和救济的情况下就被送回美国。农田价格的战时泡沫破灭导致许多农民破产或身陷因新购土地所欠下的债务中。1919年，钢铁业和肉类加工业工人举行大罢工。种族骚乱在芝加哥、奥马哈和其他城市蔓延。
在纽约和其他地方发生一系列由激进无政府主义分子实施的爆炸活动后，威尔逊命令总检察长亚历山大·米切尔·帕尔默（A. Mitchell Palmer）抑止暴力活动。司法部随后展开被称作“帕尔默搜捕”（Palmer Raid）的大规模行动，旨在收集与暴力激进团伙有关的证据，以及关押或驱逐国内外煽动分子。司法部以妨碍征兵为由审判工会领袖戴布兹，并把他送到亚特兰大的监狱服刑。戴布兹后来被哈定总统释放并赦免。
在任内的最后三年，威尔逊与包括豪斯中校在内的许多亲密政治伙伴或盟友分道扬镳。历史学家推断可能是一系列的中风影响他的人格。威尔逊想再次连任，但他的民主党政府已然分崩离析：德裔选民因战争期间所受的待遇而愤慨，爱尔兰裔民主党选民则因他未支持爱尔兰的独立而不满。

#### 对犹太复国运动的支持
威尔逊同情犹太人的悲惨境遇（尤于法国和波兰），他在1919年反复重申美国的政策是默许贝尔福宣言的内容，但不会官方支持犹太复国运动。

#### 丧失工作能力

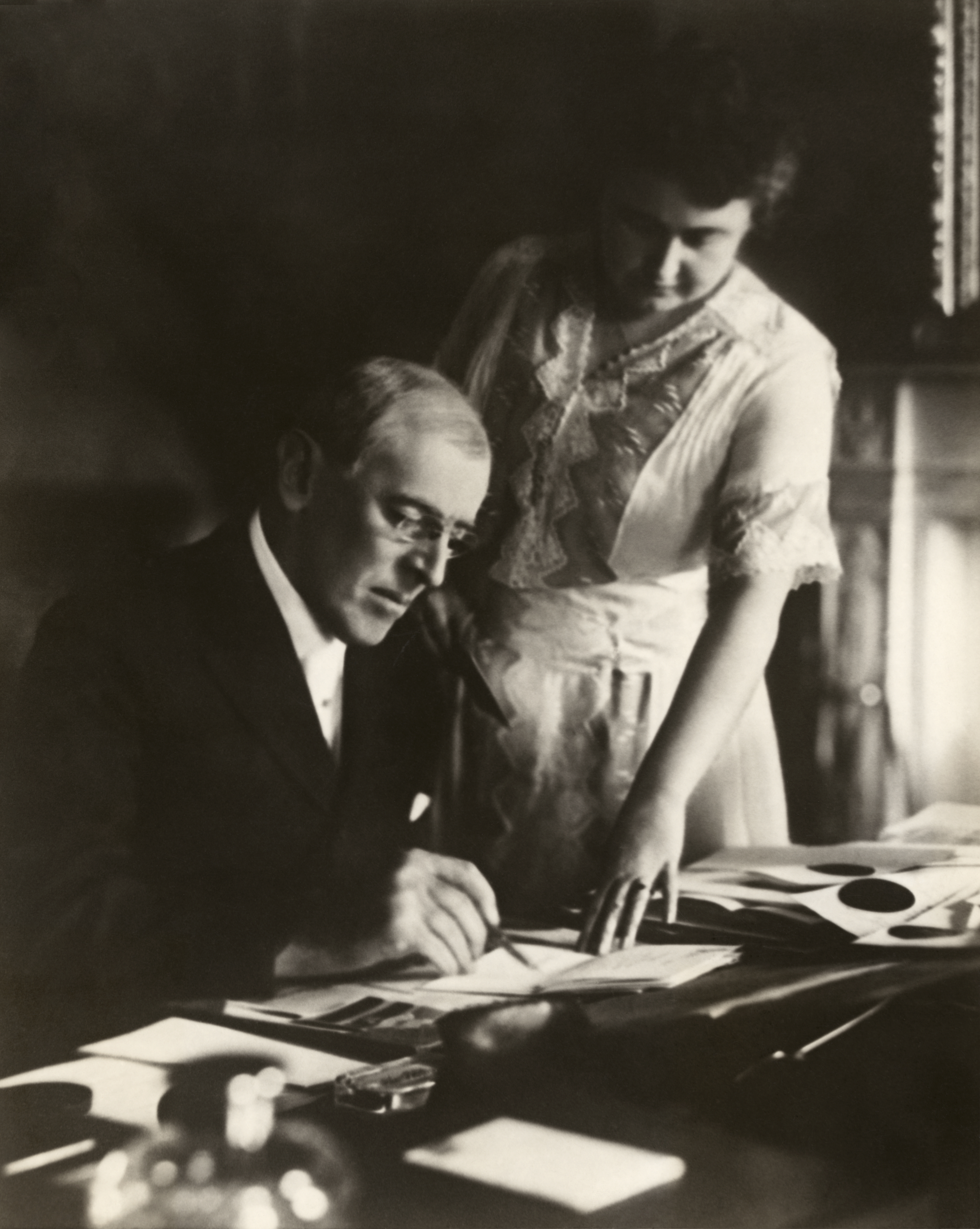
威尔逊中风后的首张公开照片。因中风导致左侧半身不遂，威尔逊的妻子伊蒂丝帮忙扶住文件以便他签署。1920年6月摄

威尔逊为获得美国人民对加入国联的支持，连续地走访全国各地发表演讲，这给他的健康造成严重压力。在演讲旅行将要结束的1919年9月25日，当他在科罗拉多州的普韦布洛发表完推广国联的演讲后，威尔逊终于昏倒在地。1919年10月2日，又一次严重的中风发作，几乎令他完全丧失工作能力。他的左半边身子完全瘫痪，左眼也失明。至少几个月的时间内他都要使用轮椅。而在这之后他也要靠拐杖走路。威尔逊的残疾情况直到他1924年2月3日去世前始终没有对外公开。
除了极个别场合外，威尔逊在整个余下的任期内有意识地避让副总统托马斯·R·马歇尔、他的内阁成员及访问白宫的国会议员。他的夫人伊蒂丝不但照顾他的起居，还负责将政务分类，决定哪些由威尔逊过目，哪些留给他的内阁处理。威尔逊的身体状况是美国历史上最为严重的总统丧失工作能力的情形，这在之后被认为是通过宪法第二十五修正案的重要原因。

### 政府和内阁
威尔逊整个8年的白宫主管是约瑟夫·帕特里克·图穆蒂（Joseph Patrick Tumulty）。不过在1916年以后，第一夫人伊蒂丝逐渐取代他的角色，来安排总统的日程。最为重要的外交政策顾问和知己是爱德华·M·豪斯（尊称豪斯中校）。两人于1919年断绝交往。
| 職位     | 姓名                     | 任期          |
|          |                          |               |
| 總統     | 伍德罗·威尔逊            | 1913年–1921年 |
| 副總統   | 托马斯·R·马歇尔          | 1913年–1921年 |
|          |                          |               |
| 國務卿   | 威廉·詹宁斯·布莱恩       | 1913年–1915年 |
|          | 罗伯特·蓝辛              | 1915年–1920年 |
|          | 班布里奇·科尔比          | 1920年–1921年 |
| 財政部長 | 威廉·吉布斯·麦卡杜       | 1913年–1918年 |
|          | 卡特·格拉斯              | 1918年–1920年 |
|          | 戴维·F·休斯敦            | 1920年–1921年 |
| 戰爭部長 | 林德利·M·加里森          | 1913年–1916年 |
|          | 牛顿·D·贝克              | 1916年–1921年 |
| 司法部長 | 詹姆斯·克拉克·麦克雷诺兹 | 1913年–1914年 |
|          | 托马斯·瓦特·格雷戈里     | 1914年–1919年 |
|          | 亚历山大·米切尔·帕尔默   | 1919年–1921年 |
| 郵政部長 | 阿尔伯特·伯莱森          | 1913年–1921年 |
| 海軍部長 | 约瑟夫斯·丹尼尔斯        | 1913年–1921年 |
| 內政部長 | 富兰克林·K·雷恩          | 1913年–1920年 |
|          | 约翰·B·佩恩              | 1920年–1921年 |
| 农业部長 | 戴维·F·休斯敦            | 1913年–1920年 |
|          | 爱德温·T·马里帝兹        | 1920年–1921年 |
| 商業部長 | 威廉·C·雷德菲尔德        | 1913年–1919年 |
|          | 乔舒亚·W·亚历山大        | 1919年–1921年 |
| 勞工部長 | 威廉·B·威尔森            | 1913年–1921年 |

### 任命最高法院法官
威尔逊任內任命了下列美国最高法院法官：
- 詹姆斯·克拉克·麦克雷诺兹－1914年
- 路易士·布兰戴斯－1916年
- 约翰·H·克拉克－1916年

## 政治理念

### 威尔逊理想主义
在历史学家约翰·库珀（John Cooper）看来，威尔逊是一个惊人高效的作家和思想家。威尔逊用两个手指在一台哈蒙德牌打字机上完成了他的大部分演讲稿和其他写作。
威尔逊的外交政策对于改变世界进程有着深远的影响。外交史学家沃尔特·罗素·米德这样解释道：
|  | 凡尔赛体系衰落了，但威尔逊的原则却还活着，并且仍在指导着今天的欧洲政治：自治、民主政府、集体安全、国际法、以及一个国家间的联盟。威尔逊在凡尔赛宫也许未能得到所有他想要的，和约也从未被参议院批准。但是，他的预见和他的外交学或多或少地为20世纪定下了基调。法国、德国、意大利、英国或许都曾不屑于他，但今天她们都在沿着威尔逊的路线执行欧洲政策。曾经被当作虚幻而无视，如今却是广为接受的基础。这不是一般的成就。没有一个20世纪的欧洲政治家能发挥一个如此持久、有益和广泛的影响。[69] |
大卫·肯尼迪（David Kennedy）认为，即使历经富兰克林·罗斯福、亨利·基辛格等现实主义者做过的一些调整，美国的外交政策自1914年以来都一直遵循着威尔逊理想主义。肯尼迪评论认为，自威尔逊以来，历任总统都信奉威尔逊主义的核心精髓。“尼克松就把威尔逊的肖像挂在白宫内阁会议室中。威尔逊的思想持续统治着美国外交政策。九一一事件以后，如果说这种价值观有什么变化，那就是它变得更有活力了。”

### 对种族的看法

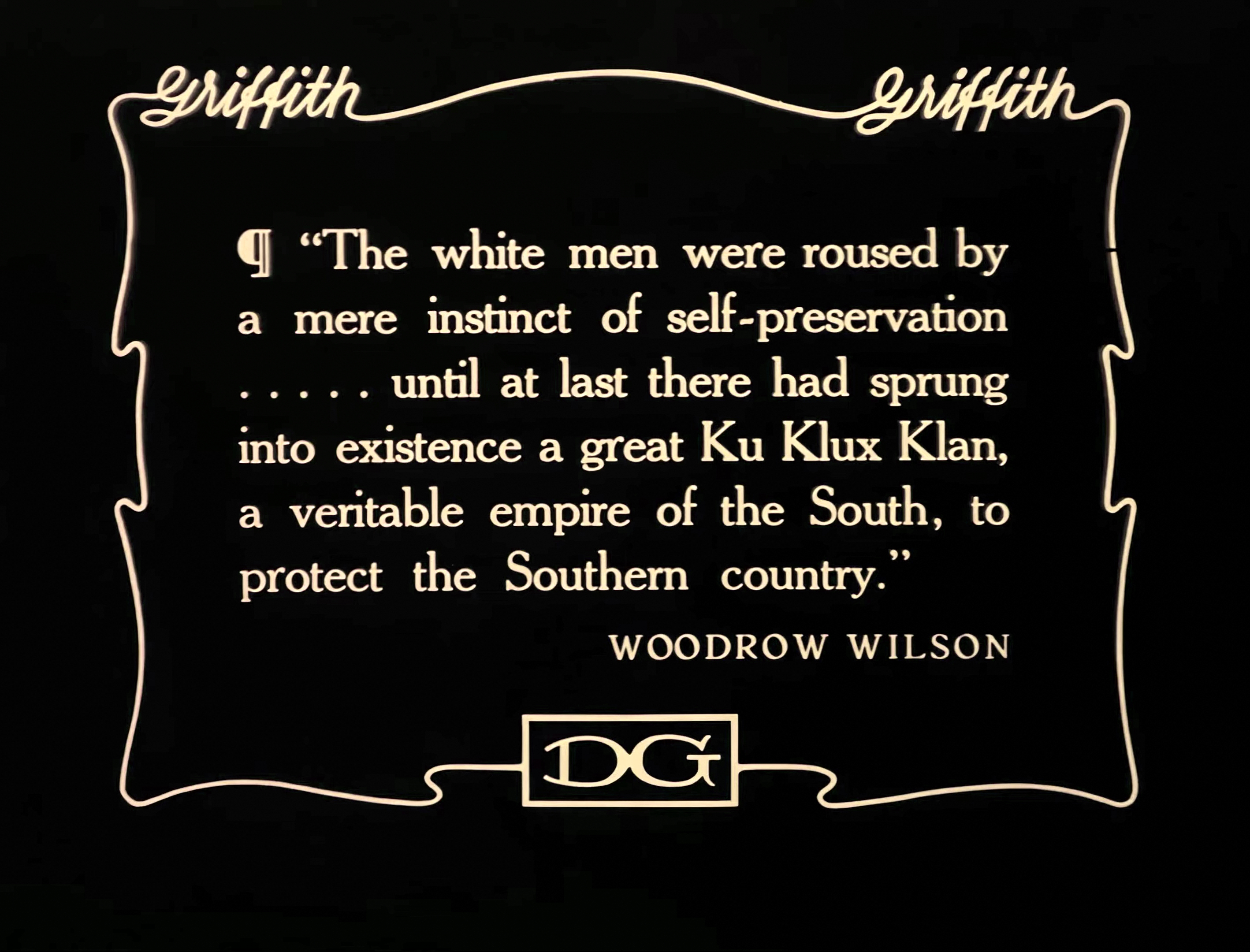
在影片《一个国家的诞生》中，引用威尔逊所著《美国人史》中的句子。“白人们不过是被一种自我保护的本能所驱使...直到最后，一个保护南方国家的伟大帝国，三K党诞生了。”

#### 美国黑人
威尔逊为奴隶制辩护道：“奴隶们都曾得到他们主人宽厚的、甚至充满深情的对待。”威尔逊还坚称重建时期黑人的政治参与构成一次“超乎寻常的公然犯罪的盛宴”，还将在南方黑人投票和由黑人担任公职的消亡称作白人天然的、不可避免的优越体现。
威尔逊“强烈地支持南方领导者关于不加北方干涉、独立处理种族和黑人投票事宜的请求，以确保这些州可以顺利地通过那些剥夺黑人公民权的法律”。可以说，威尔逊不仅是容忍、根本是支持确立各种打着“隔离但平等”旗号的法律。
任普林斯顿大学校长期间，威尔逊甚至劝阻黑人学生申请入读。相比于接纳黑人学生，威尔逊更愿意维持纯粹白人学生环境的平静。1935年普林斯顿大学才有第一位黑人学生布鲁斯·M·怀特（Bruce M. Wright）来报到。但是，当学校看到怀特的肤色以后，立即将他送回家。普林斯顿大学直到1942年才开始接纳黑人学生，而第一个黑人学生（约翰·L·霍华德，John Leroy Howard）毕业已是1947年的事了。
作为美国总统，威尔逊支持他的阁僚在各自所辖的机关内实施种族隔离。对于有些部门来说这是1863年来的头一次。此外还建立新的专为黑人工作者使用的建筑和设施。“他的政府在华盛顿建立一整套隔离系统，把大量黑人联邦雇员赶出办公楼。”威尔逊及其阁僚解雇许多仅挂有政治头衔的共和党籍黑人官员，但也给这些职位指派少量民主党黑人议员。当一个黑人代表团抗议这些歧视措施时，威尔逊告诉他们：“隔离不是侮辱，而是一个好处。诸位先生也理应如此认为。”1914年他对纽约时报说：“如果有色人种投票给我是犯了个错误，那他们就应该修正它。”
全国促进有色人种进步协会领导之一的W·E·B·杜波伊斯曾参与威尔逊的竞选工作。他在1918年被任命掌管一个军队委员会以负责种族关系。杜波伊斯接受任命，但他因未通过体检而没能任职。
威尔逊的行为遭到非裔美国人的激烈批评。不过，持强硬路线的白人种族主义分子也对他表示不满。托马斯·E·沃森（Thomas E. Watson）就认为威尔逊没有在于联邦政府内限制黑人雇员一事上做得足够多。威尔逊之后的几任政府都保留他在联邦政府内创建的隔离体制，直到杜鲁门时代才告终结。
威尔逊在《美国人史》（History of the American People）一篇中把三K党解释为重建时代的自然肇生，是法不治时代中的无法治产物。威尔逊提出三K党是在通过选举和任何有序的公共行为都不能实现他们的意图时，才诉诸于威胁恫吓的。尽管不清楚威尔逊对重建时期的激烈批评是否受到他个人信念的影响，这些批评成为20世纪美国南方种族主义政策泛滥的一个主要理论支持。

#### 其他族群
在治学时代，威尔逊在他的历史著作中猛烈抨击外国移民。但1910年进入政界后，他开始将移民团体整合进民主党、军队以及美国社会。在战争期间，他还要求这些人发誓不去效忠敌对国家。
爱尔兰族裔在民主党内是一支重要力量。他们反对与英国——爱尔兰的传统敌人结盟。这种态度在1916年爱尔兰复活节起义后愈发强化。1917年，威尔逊通过保证要求英国给予爱尔兰完全独立才赢得这些人的支持。可是在凡尔赛威尔逊却反悔了。爱尔兰社群强烈地谴责他；而他也反过来指责爱尔兰和日耳曼族裔要为国联在美国缺乏民意支持负责，说：
|  | 有这样一股反对国联的有组织宣传，其源泉与到处存在的、以不忠来威胁这个国家的有组织宣传是相同的一个。我想说——我不能说得再多——任何带着一个连字符的人也都带着一把匕首，一旦准备好，就要把它刺向这个共和国的要害。[77] |
当时尚未获得承认的爱尔兰自治邦主席埃蒙·德·瓦莱拉于1919年访问美国时，威尔逊拒绝接见他。威尔逊任命首位犹太裔最高法院法官路易士·布兰戴斯。这开创之后犹太裔人持续地在联邦最高法院任法官职的先例。

## 私生活

### 健康

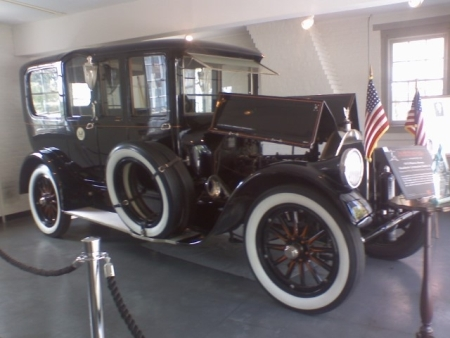
威尔逊的皮爾斯-阿羅（Pierce-Arrow）牌爱车，现藏于弗吉尼亚州斯汤顿的威尔逊出生地

威尔逊的母亲是忧郁症患者，而似乎威尔逊自己也总是觉得他身体比实际情况要差。不过，他确实在早年就患有动脉高血压，这种病在20世纪早期几乎没有什么治疗办法。
威尔逊在39岁就第一次中风。在他任总统期间，他发生过数次原因不明的手臂无力症状，眼底检查发现他的视网膜动脉异常。1919年9月，威尔逊先后头痛、出现复视、左侧肢体有细微的无力感。今天分析认为，这些症状很可能是脑部短暂性脑缺血发作（即所谓“小中风”）所致。当年10月3日，62岁的威尔逊发生一次极为严重的中风，导致左半身不遂。他一度卧床数周，除妻子和医生外不与别人见面。尽管只不过是敷衍式的出席，威尔逊最终还是恢复参加内阁会议。在此后的任期中，威尔逊始终处于显著的半残疾状态。

### 家庭
1885年威尔逊迎娶乔治亚州罗马市一位牧师的女儿愛倫·艾克森。二人育有三女，分别是玛格莉特（Margaret，1886–1944）、杰茜（Jessie，後嫁給老法蘭西斯·鮑斯·塞爾，1887–1933）和爱莲娜（Eleanor，1889–1967）。艾克森于1914年离世。威尔逊随后在1915年娶了伊迪丝·柏林。伊蒂丝是曾经的印第安波瓦坦部落长老的著名女儿宝嘉康蒂（波卡洪塔斯）的直系后代。威尔逊为仅有的三位任内丧偶的总统之一。

### 兴趣

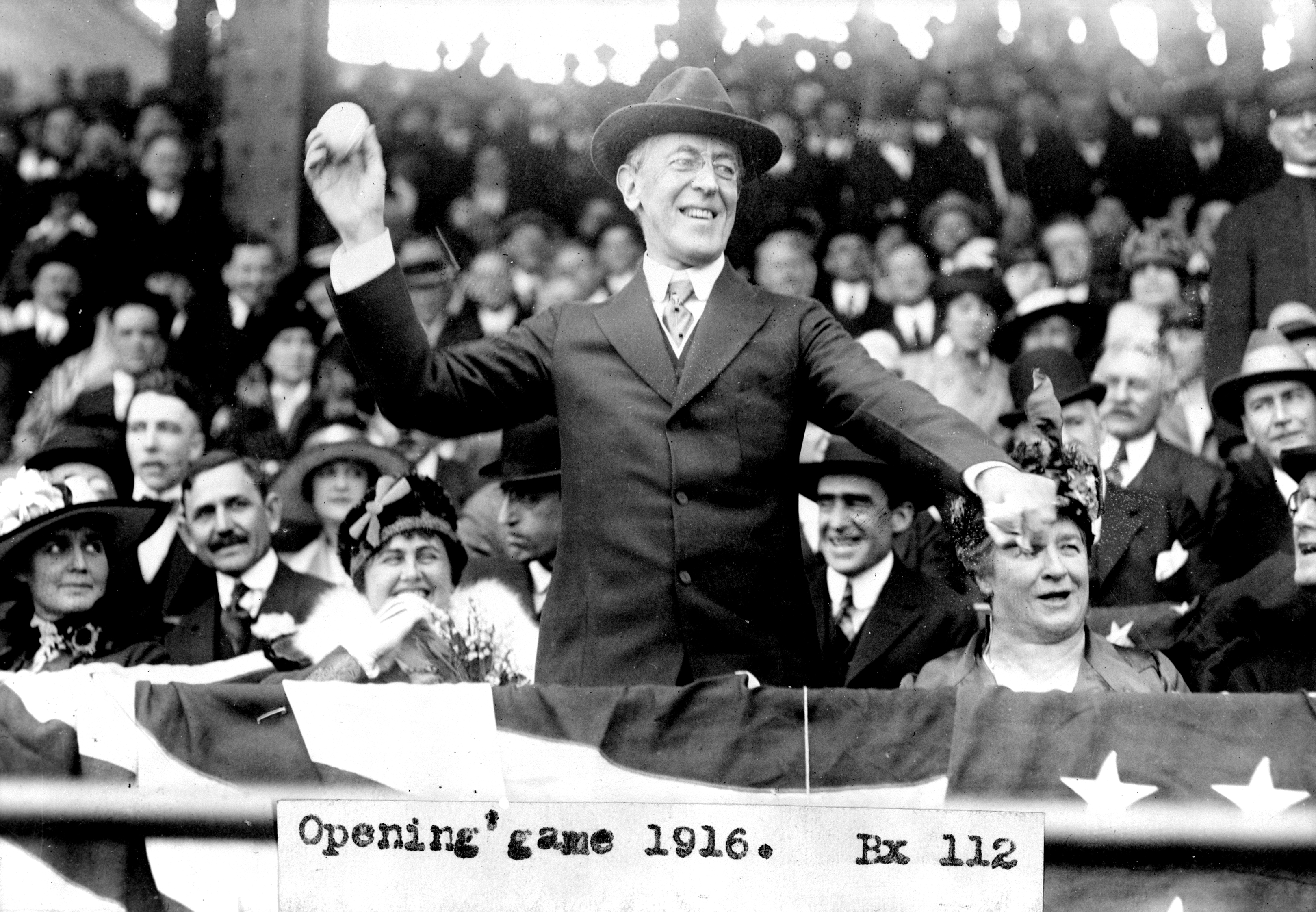
1916年威尔逊为美国职棒大联盟开球

威尔逊是一位早期的汽车爱好者。任总统时他几乎每天都要乘汽车。他最喜欢的车是一辆1919年产的Pierce-Arrow牌轿车。而且他尤其喜欢在乘坐时敞着顶篷。对乘车的喜爱也使他成为筹建国家高速公路系统的提倡者。
威尔逊是棒球爱好者。在戴维森学院就学时，威尔逊司职校队的中外野手。转至普林斯顿后，他虽然未能进入校队，但担任球队的助理经理。1916年他成为第一位观看世界大赛（即美国职棒的总冠军赛）的在任总统。他还是头一个为世界大赛正式开球的总统。
威尔逊经常骑车。他曾在英格兰坎布里亚郡的湖区一带度假时骑车休闲。因为不能在华盛顿特区骑车，威尔逊改打高尔夫球。不过他主要是凭热情而非技巧参与这项运动。他保持着美国历任总统中最多的打高尔夫球的纪录，在任期内总计打了超过1000场次的球，相当于两天一次。冬天，特勤局的人会把球涂成黑色，以便于威尔逊在白宫草坪的雪地上打球。

## 病逝

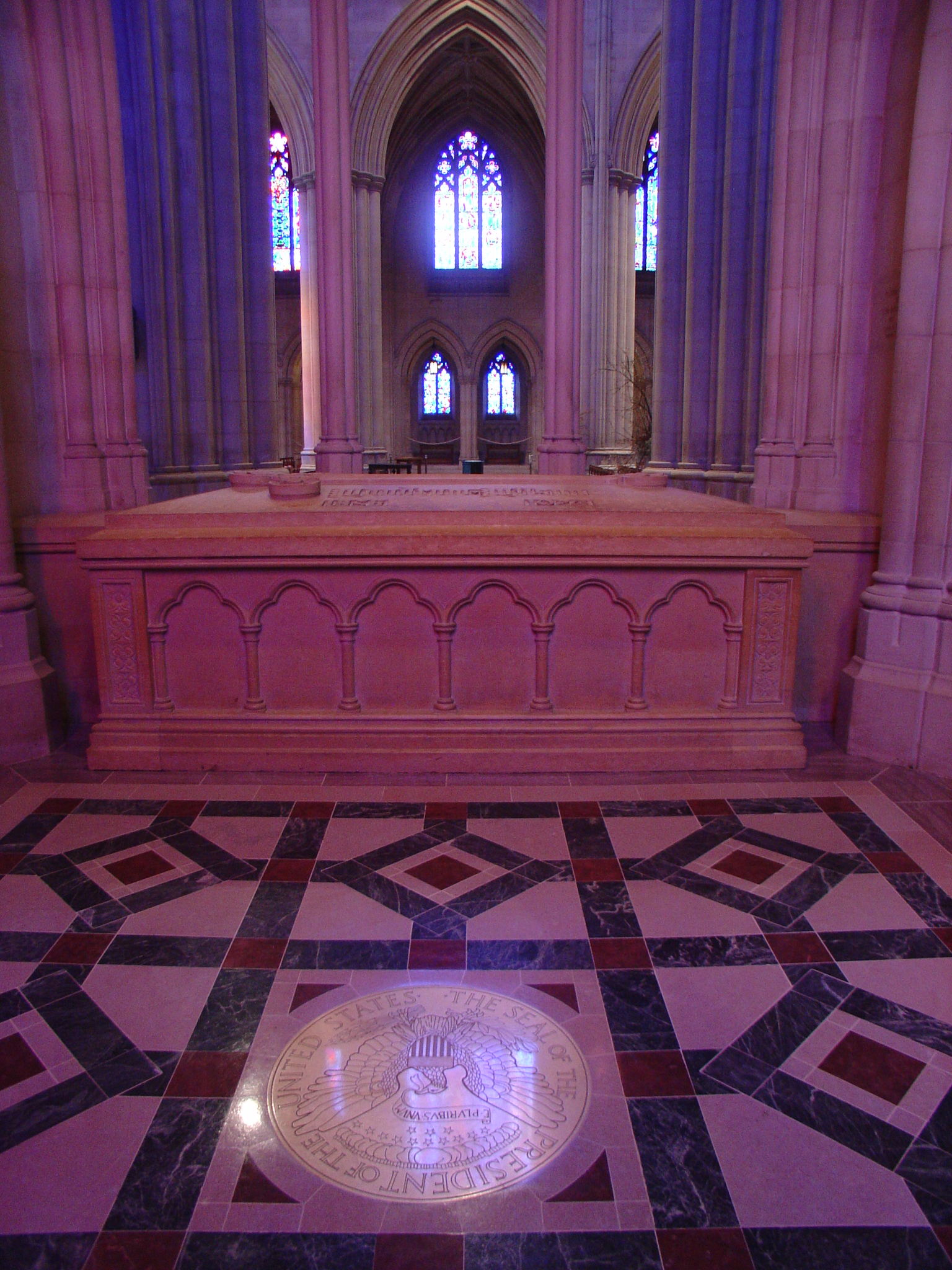
威尔逊的长眠之地，于华盛顿国家座堂內

1921年离任之后，威尔逊和他的妻子搬往华盛顿使馆区居住。他依然每天乘车出行，并在周六晚上观看基思剧院的歌舞杂耍表演。1924年他获任美国历史学会會長一职，这是他成为美国历史上仅有的两位担任过此职的总统之一。另一位是西奥多·罗斯福（1912）。
1924年2月3日，威尔逊病逝于位于S大街的家中，享壽67歲。他被葬于华盛顿国家座堂，是现时唯一一位葬于华盛顿特区的美国总统。守寡37年后，威尔逊的夫人伊蒂丝于1961年12月28日病逝。这一天正是她受邀出席坐落于特区附近的伍德罗·威尔逊大桥的开通典礼的日子，也是威爾遜的冥誕。伊蒂丝病逝时，她最喜爱的狗Rooter一直守候在她的床边。
伊蒂丝把她的家留给了全国史迹保存托管会（National Trust for Historic Preservation）。托管会将该栋房屋改为纪念威尔逊的故居博物馆，于1964年对外开放。博物馆于1964年被列为国家历史地标。1966年列入国家史迹名录。

### 引用
1. ↑  Walworth, Arthur，《伍德罗·威尔逊，卷一》（Woodrow Wilson, Volume I），1958年。
2. ↑  . 北爱尔兰历史遗产（Northern Ireland - Ancestral Heritage）. 北爱尔兰旅游局（Northern Ireland Tourist Board）.   [2009-09-19]. （原始内容存档于2014-02-27）.
3. 1 2  . PresidentialAvenue.com. （原始内容存档于2010年10月5日）.
4. ↑  . Genealogy@jrac.com.   [2009-09-19]. （原始内容存档于2021-02-10）.
5. ↑  White, William Allen. . .
6. ↑  . 美国经验（American Experience），PBS电视. 2001  [2009年1月19日]. （原始内容存档于2014年2月17日）.
7. ↑  . 美国经验（American Experience），PBS电视. 2001  [2009-01-19]. （原始内容存档于2014-02-22）.
8. ↑  《白宫之路》（Road to the White House），3–4页。
9. ↑  Walworth, Arthur，《伍德罗·威尔逊，卷一》（Woodrow Wilson, Volume I），第一章。1958年。
10. ↑  Walworth, Arthur，《伍德罗·威尔逊，卷一》（Woodrow Wilson, Volume I），5–6页。1958年。
11. ↑  Arthur S.（编），《威尔逊文集》（The Papers of Woodrow WilsonWilson Papers），卷I：130页，245页，314页。
12. ↑  . ???: Doubleday. 1912: 74–75.
13. ↑  Cranston, Ruth，《伍德罗·威尔逊的故事：美国第二十八任总统，世界民主的先驱》（The Story of Woodrow Wilson: Twenty-Eighth President of the United States, Pioneer of World Democracy），1945年出版。
14. 1 2  Mulder, John H. . Princeton. 1978: 71–72.
15. ↑  Heckscher, pp. 77–82.
16. ↑  《伍德罗·威尔逊的政治学》，41–48页。原文：“I ask you to put this question to yourselves, should we not draw the Executive and Legislature closer together? Should we not, on the one hand, give the individual leaders of opinion in Congress a better chance to have an intimate party in determining who should be president, and the president, on the other hand, a better chance to approve himself a statesman, and his advisers capable men of affairs, in the guidance of Congress?”
17. 1 2  Richard J. Stillman II. . Boston: Warsworth, Cengage Learning. 2009-07: 8. ISBN 9780618993017 （英语）.
18. 1 2  Woodrow Wilson. . Political Science. 1886-11-01  [2009-09-18]. （原始内容存档于2010-06-13） （英语）.
19. ↑  Richard J. Stillman II. . Boston: Warsworth, Cengage Learning. 2009-07: 14. ISBN 9780618993017 （英语）.
20. ↑  Richard J. Stillman II. . Boston: Warsworth, Cengage Learning. 2009年7月: 11. ISBN 9780618993017 （英语）.
21. ↑  威尔逊，《国会政体》，1885，205页。
22. ↑  威尔逊，《国会政体》，1885，186–187页。原文：“...how is the schoolmaster, the nation, to know which boy needs the whipping? ... Power and strict accountability for its use are the essential constituents of good government.... It is, therefore, manifestly a radical defect in our federal system that it parcels out power and confuses responsibility as it does. The main purpose of the Convention of 1787 seems to have been to accomplish this grievous mistake. The 'literary theory' of checks and balances is simply a consistent account of what our Constitution makers tried to do; and those checks and balances have proved mischievous just to the extent which they have succeeded in establishing themselves... [the Framers] would be the first to admit that the only fruit of dividing power had been to make it irresponsible.”
23. ↑  威尔逊，《国会政体》，1885，76页。原文：“is divided up, as it were, into forty-seven seignories, in each of which a Standing Committee is the court-baron and its chairman lord-proprietor. These petty barons, some of them not a little powerful, but none of them within reach [of] the full powers of rule, may at will exercise an almost despotic sway within their own shires, and may sometimes threaten to convulse even the realm itself”
24. ↑  威尔逊，《国会政体》，1885，132页。原文：“the voter, moreover, feels that his want of confidence in Congress is justified by what he hears of the power of corrupt lobbyists to turn legislation to their own uses. He hears of enormous subsidies begged and obtained... of appropriations made in the interest of dishonest contractors; he is not altogether unwarranted in the conclusion that these are evils inherent in the very nature of Congress; there can be no doubt that the power of the lobbyist consists in great part, if not altogether, in the facility afforded him by the Committee system.”
25. ↑  《冰冻的共和国》，145页。
26. ↑  Cabinet Government in the United States, August 1879, in PWW 1:507
27. ↑  Link, Arthur S. . Alexander Leitch  (编). . 普林斯顿大学出版社. 1978  [2008-10-29]. （原始内容存档于2008-09-16）. 他的博士论文《国会制政府：对美国政治的研究》（1886）立刻给他带来学术名声，并得到在Bryn Mawr学院（1885-1888）和卫斯理大学（1888-1890）职位。
28. ↑  "Beyond FitzRandolph Gates," （页面存档备份，存于） Princeton Weekly Bulletin （普林斯顿每周公告） June 22, 1998.
29. ↑  Walworth，第1章，109页
30. ↑  Henry Wilkinson Bragdon, 《伍德罗·威尔逊：学术年代》（Woodrow Wilson: The Academic Years）(Cambridge, MA: Belknap Press of Harvard University Press, 1967), 326–327.
31. ↑  Walworth，卷一，第6、7、8章。
32. ↑  Biography of Woodrow Wilson (PDF) 的存檔，存档日期2008-06-24.，新泽西州立图书馆。
33. ↑  Shenkman, Richard. p. 275. 《总统雄心》（Presidential Ambition）. New York, New York. Harper Collins Publishing, 1999. 第一版. 0-06-018373-X
34. ↑  指威尔逊竞选时提出的一整套关于加强反垄断、改革关税和重塑银行系统的经济主张。
35. ↑  Clements，《伍德罗·威尔逊的总统任期》，第3章
36. ↑  Rouse, Robert. . 美国编年史（American Chronicle）. 2006年3月15日. （原始内容存档于2012年11月23日）.
37. ↑  Clements，《伍德罗·威尔逊的总统任期》，40-44页。
38. ↑  Keleher, Robert. . 联合经济委员会. 美国众议院. 1997年3月. （原始内容存档于2008-02-28）.
39. ↑  Ask Yahoo! （页面存档备份，存于） 2005年11月10日
40. ↑  The $100,000 bill （页面存档备份，存于） 旧金山联邦储备银行
41. ↑  Clements，《伍德罗·威尔逊的总统任期》，第4章
42. ↑  H.D. Hindman，《美国童工史》（Child labor: an American history），2002年。
43. ↑  K. Austin Kerr，《关于联邦控制的决断：威尔逊，麦卡杜及铁路，1917年》（Decision For Federal Control: Wilson, McAdoo, and the Railroads, 1917），美国历史杂志（Journal of American History），第54卷，第三期（1967年12月号），550–560页。in JSTOR （页面存档备份，存于）
44. 1 2  Clements，《伍德罗·威尔逊的总统任期》，第7章
45. 1 2  Wolgemuth, Kathleen L. . 黑人历史杂志（The Journal of Negro History） (非洲裔美国人生活与历史研究协会（Association for the Study of African-American Life and History, Inc.）). April 1959, 44 (2): 158–173  [2009-09-19]. doi:10.2307/2716036. （原始内容存档于2021-02-10）.
46. 1 2  Frum, David. . 纽约: Basic Books. 2000: 41. ISBN 0465041957.
47. ↑  Blumenthal, Henry. . 黑人历史杂志（The Journal of Negro History） (非洲裔美国人生活与历史研究协会（Association for the Study of African-American Life and History, Inc.）). January 1963, 48 (1): 1–21  [2009-09-19]. doi:10.2307/2716642. （原始内容存档于2021-02-10）.
48. ↑  原文：“Now, Therefore, I, Woodrow Wilson, President of the United States of America, by virtue of the authority vested in me by the said Joint Resolution, do hereby direct the government officials to display the United States flag on all government buildings and do invite the people of the United States to display the flag at their homes or other suitable places on the second Sunday in May as a public expression of our love and reverence for the mothers of our country.”
49. ↑   （页面存档备份，存于），伍德罗接受民主党提名的演讲，1916，原文：“The nation that violates these essential rights must expect to be checked and called to account by direct challenge and resistance. It at once makes the quarrel in part our own.”
50. ↑  伍德罗·威尔逊的中立宣言，1914年8月19日发表于国会，<http://www.firstworldwar.com/source/usneutrality.htm>；原文：“Such[永久] divisions amongst us would be fatal to our peace of mind and might seriously stand in the way of the proper performance of our duty as the one great nation at peace, the one people holding itself ready to play a part of impartial mediation and speak the counsels of peace and accommodation, not as a partisan, but as a friend.”
51. ↑  指德国在1915年和1916年先后作出的关于限制潜艇战战术的保证。1915年8月19日英国客轮阿拉伯号被德国潜艇击沉，两名美国人遇难。美国对德表示激烈抗议。因担心美国会受这次事件和之前卢西塔尼亚号事件的影响而参战，德国不得不于9月18日发表一个声明，宣布所有潜艇在击沉非军用船只前都会预留30分钟以保证船上人员安全离开。此声明后被称为“阿拉伯保证”。但随后于1916年3月24日德国潜艇再次在没有事先预警的情况下击沉横渡英吉利海峡的法国客轮苏塞克斯号，违反了阿拉伯保证。尽管此次没有美国公民遇难，但美国还是表示了强烈抗议并威胁断交。为安抚美国，德国于5月14日又发表了一个新的保证（即“苏塞克斯保证”），誓言其潜艇将不再攻击客轮；而对商船的攻击仅在确认船上运载有武器后才会发动。但是到1917年，德国判断凭无限制潜艇战其已可以战胜协约国，遂于当年1月撤回了苏塞克斯保证。
52. ↑  Edward M. Coffman，《一场结束所有战争的战争》（The war to end all wars），1968，第三章
53. ↑  Avrich，Paul，Sacco and Vanzetti：《无政府主义的背景》（The Anarchist Background），普林斯顿大学出版社，1991年出版。
54. 1 2  Clements，《伍德罗·威尔逊的总统任期》，第8章
55. ↑  公共情报委员会纪录 （页面存档备份，存于），自美国国家档案馆。
56. ↑  Baker，Ray Stannard：《伍德罗·威尔逊的人生和信件》（Woodrow Wilson Life and Letters），Garden City，纽约，1937年出版。
57. ↑  《伍德罗·威尔逊的战争咨文》，<http://www.mtholyoke.edu/acad/intrel/ww18.htm>。[永久]
58. 1 2  《对伍德罗·威尔逊战争咨文的反对意见》，<http://www.mtholyoke.edu/acad/intrel/doc19.htm>。[永久]
59. ↑  .   [2009-09-19]. （原始内容存档于2009-02-12）.
60. ↑  刘德斌，《国际关系史》，207页，高等教育出版社，北京，2003年出版。
61. ↑  Clements，《伍德罗·威尔逊的总统任期》，103-106页。
62. ↑  Robert J. Maddox, 《The Unknown War with Russia》，137页，Prisidio出版社，加利福尼亚州圣拉斐尔，1977年出版。
63. ↑  唐纳德·E·戴维斯和尤吉恩·P·特拉尼，《第一次世界大战：美苏关系中的伍德罗·威尔逊遗产》，2002，202页。原文：“Wilson, Lansing, and Colby helped lay the foundations for the later Cold War and policy of containment. There was no military confrontation, armed standoff, or arms race. Yet, certain basics were there: suspicion, mutual misunderstandings, dislike, fear, ideological hostility, and diplomatic isolation....Each side was driven by ideology, by capitalism versus communism. Each country sought to reconstruct the world. When the world resisted, pressure could be used.”
64. ↑  .   [2009-09-23]. （原始内容存档于2006-06-24）.
65. ↑  导致这一行动的一个深层原因与1917年俄国无产阶级革命在美国公众中导致的恐慌有关。见Paul Avrich，《萨可和范采提：无政府主义背景》（Sacco and Vanzetti: The Anarchist Background），普林斯顿大学出版社，1991年出版。
66. 1 2  . 時代雜誌. November 1, 1926  [2007-08-21]. （原始内容存档于2013-08-23）.
67. ↑  Walworth (1986) 473–83, esp. p. 481; Melvin I. Urofsky, American Zionism from Herzl to the Holocaust, (1995) ch. 6; Frank W. Brecher, Reluctant Ally: United States Foreign Policy toward the Jews from Wilson to Roosevelt. (1991) ch 1–4.
68. ↑  Arthur Walworth，《关于伍德罗·威尔逊和爱德华·M·豪斯的思考》（Considerations on Woodrow Wilson and Edward M. House），《总统研究季刊》（Presidential Studies Quarterly） 1994 24(1): 79–86. ISSN: 0360-4918
69. ↑  沃尔特·罗素·米德，《特别的远见》，2001， （页面存档备份，存于）。原文：“Wilson's principles survived the eclipse of the Versailles system and they still guide European politics today: self-determination, democratic government, collective security, international law, and a league of nations. Wilson may not have gotten everything he wanted at Versailles, and his treaty was never ratified by the Senate, but his vision and his diplomacy, for better or worse, set the tone for the twentieth century. France, Germany, Italy, and Britain may have sneered at Wilson, but every one of these powers today conducts its European policy along Wilsonian lines. What was once dismissed as visionary is now accepted as fundamental. This was no mean achievement, and no European statesman of the twentieth century has had as lasting, as benign, or as widespread an influence.”
70. ↑  大卫·肯尼迪，《W应感激WW什么：布什总统或许不知道，但他的世界观确实源自伍德罗·威尔逊，是他定义了我们无法逃掉的美国外交天命》，大西洋月刊295号，第2期，36页，2005年3月。
71. ↑  Douglas A. Blackmon, 《另一种名目的奴役：内战至二战期间的黑人再奴》（Slavery by Another Name: The Re-Enslavement of Black Americans from the Civil War to World War II）, Anchor Books 2009, 357–58页
72. ↑  Arthur Link, 《威尔逊：白宫之路》（Wilson:The Road to the White House）, 普林斯顿大学出版社, 1947, 502页
73. ↑  .   [2009-10-02]. （原始内容存档于2010-06-13）.
74. ↑  埃里克·方纳，《埃里克的专家报告》，自《高等教育多样化的迫切需求》，密歇根大学出版。
75. ↑  . New York Times. 1914年11月13日: 1  [2009年2月4日]. （原始内容存档于2007年8月13日） （英语）.
76. ↑  Woodrow Wilson, 《美国人史》（History of the American People）, 1931年, V:59页
77. ↑  连字符指“-”符号。在美国描述一个人的族群所属时，常用“-”号将一个人的祖籍和American（美国人）一词连接。如Irish-American表示爱尔兰裔（Irish）美国人。此段话见于伍德罗·威尔逊于1919年9月25日在科罗拉多普韦布洛发表的关于支持美国加入国联的最后一篇演讲，原文：“There is an organized propaganda against the League of Nations and against the treaty proceeding from exactly the same sources that the organized propaganda proceeded from which threatened this country here and there with disloyalty, and I want to say, I cannot say too often, any man who carries a hyphen about with him carries a dagger that he is ready to plunge into the vitals of this Republic whenever he gets ready.”
78. ↑  Health of Woodrow Wilson（伍德罗·威尔逊的健康） 的存檔，存档日期2011-07-18.
79. ↑  . 伍德罗·威尔逊总统图书馆（Woodrow Wilson Presidential Library）.   [2009-07-18]. （原始内容存档于2006-06-20）.
80. ↑  Watson, Robert P. . Lynne Rienner Publishers. 2000: 261. ISBN 1555879489.
81. ↑  The Pierce Arrow Limousine（Pierce Arrow牌豪华轿车） （页面存档备份，存于） 自伍德罗·威尔逊总统图书馆
82. ↑  Richard F. Weingroff，（页面存档备份，存于） President Woodrow Wilson– Motorist Extraordinaire（非凡乘客伍德罗·威尔逊总统） （页面存档备份，存于），联邦高速公路管理局
83. ↑  .   [2009-09-19]. （原始内容存档于2011-06-28）.
84. ↑  Andrew Wilson，一位总统与湖区的缠绵往事：伍德罗·威尔逊的“第二个家”（A President's Love Affair with the Lake District: Woodrow Wilson's "Second Home"），Lakeland出版社，1996年。
85. 1 2  Don Van Natta Jr.，《First Off the Tee: Presidential Hackers, Duffers, and Cheaters from Taft to Bush》，PublicAffairs，2003年
86. ↑  David Henry Burton，《西奥多·罗斯福，美国政治家》（Theodore Roosevelt, American Politician），146页，费尔里·狄金生大学出版社，1997年，ISBN 978-0-8386-3727-2
87. ↑  John Whitcomb，Claire Whitcomb.，《在白宫的真实日子》（Real Life at the White House），262页，Routledge，2002，ISBN 978-0-415-93951-5
88. ↑  "Woodrow Wilson House" 的存檔，存档日期2011-06-28.，美国国家公园管理局网站，2009年1月12日查阅。